# Lista de episódios de Eyeshield 21
A série de anime Eyeshield 21 é baseada no mangá .homônimo escrito por Riichiro Inagaki e ilustrado por Yusuke Murata. A série foi dirigida por Masayoshi Nishida e Shin Katagai e produzida pela TV Tokyo, NAS e Gallop. O enredo da série gira em torno de Sena Kobayakawa, um aluno que recém ingressou o colegial e se vê obrigado a entrar no clube de futebol americano da escola.
Antes do anime ser lançado, a Production I.G anunciou em agosto de 2003 a produção de um OVA que foi lançado na Jump Festa de 2004. A produção do anime Eyeshield 21 foi anunciada pela Shonen Jump no final de 2004 e várias alterações na estética dos personagens e no elenco de dublagem foram feitas em relação ao OVA de 2004 e o anime de 2005.[carece de fontes?] Eyeshield 21 foi transmitido originalmente pela TV Tokyo entre 6 de abril de 2005 e 19 de março de 2008. Posteriormente, todos os episódios foram compilados em 36 volumes de DVDs e foram lançados pela Bandai Visual entre 22 de julho de 2005 e 25 de junho de 2008.
A série usou doze temas musicais: cinco temas de aberturas e sete temas de encerramento. Os temas de aberturas usados foram "Breakthrough" por Coming Century, "Innocence" por 20th Century, "Dang Dang" por ZZ, "Blaze Line" por Back-On e "Honoo no Runningback" por Short Leg Summer. Os temas de encerramento usados foram "Be Free" por Ricken's, "Blaze Away" por The Trax, "Goal" por Beni Arashiro, "Run to Win" por Aya Hirano, Miyu Irino, Koichi Nagano e Kappei Yamaguchi, "A day dreaming..." por Back-On, "Flower" por Back-On e "Song of Power" por Short Leg Summer. Singles a partir de canções individuais, uma trilha sonora original e outros quatro CDs de música foram lançadas pela Avex Marketing.

## Equipe de produção
A obra original de Eyeshield 21 foi criada em uma parceria de Riichiro Inagaki e Yusuke Murata em forma de mangá. A série foi produzida pela TV Tokyo, NAS e Gallop e dirigida por Masayoshi Nishida até o episódio 103, sendo os episódios restantes dirigidos por Shin Katagai. O anime foi planejado por Keisuke Iwata e Yoko Matsushita. Os produtores foram Fukashi Azuma, Miyake Masanori, Jurou Sugimura e Yoshiharu Kawamura. O design dos cenários foi feito por Nobuaki Kishima, Rika Nakase, Daisuke Habara, Toshifumi Kawase e Yoshio Takeuchi e o design das personagens por Hirotoshi Takaya, Hirotaka Kato e Kazuyuki Kobayashi. Nobuaki Kishima fez a composição da série. O diretor de arte foi Satoshi Shibata, o diretor de som foi Yuki Matsuoka e o diretor de fotografia foi Kenji Akazawa. O compositor da trilha sonora foi Ko Otani, a edição foi feita por Akio Nakagawa, a produção musical foi feita em parceria com o Jinnan Studio e a gravação pelo Studio Echo. A configuração das cores foi feita por Masato Yokoi.

## Episódios
| # | Títuloa | Diretor(es)                   | Roteirista(s)     | Diretor(es) de animação                       | Estreia no Japãob       | Refs.           |
| --- | --- | ----------------------------- | ----------------- | --------------------------------------------- | ----------------------- | --------------- |
| 1 | "O Homem que Possui as Pernas da Velocidade da Luz" "Kōsoku no ashi wo motsu otoko (光速の脚をもつ男)"                | Masayoshi Nishida             | Nobuaki Kishima   | Yoshiyuki Tokinaga                            | 6 de abril de 2005      | [ 6 ] [ 14 ]    |
| Sena entra para a escola Deimon, a mesma escola de sua única amiga Mamori Anezaki. Os Irmãos Ha Ha, três valentões, perseguem Sena até o clube de futebol americano onde estava Ryokan Kurita, que os assusta, e ele pensa que eles queriam entrar para o clube, então Sena o único que ficou lá para não decepcionar Kurita, entra no clube como gerente. Na volta para casa os irmãos Ha Ha perseguem Sena novamente, ele foge de todos com sua velocidade e Yoichi Hiruma vê suas habilidades. No dia seguinte, Hiruma obriga Sena a jogar como running back com o pseudônimo de Eyeshield 21. | |                               |                   |                                               |                         |                 |
| 2 | "Vamos Jogar Futebol Americano!" "Amefuto yarouze! (アメフトやろうぜ!)"                                               | Yoshiaki Tsutsui              | Nobuaki Kishima   | Hirotaka Kato Ken Kato                        | 13 de abril de 2005     | [ 14 ] [ 15 ]   |
| Sena chega à escola cedo para treinar. Hiruma e Kurita forçam-o, a fazer a corrida de 40 jardas para ver o quão rápido eles são. Kurita faz em 6,5 segundos, Hiruma faz em 5,1 segundos e Sena usa a "velocidade da luz", e faz em 4,2 segundos, com Hiruma ameaçando Sena com seu animal de estimação Cerberus. Mais tarde, Hiruma força Kurita e Sena a procurarem mais nove jogadores para que eles possam cumprir os requisitos de uma equipe, quem recrutasse menos sofreria um castigo de Hiruma. Sena consegue recrutar Tetsuo Ishimaru para a equipe, enquanto Hiruma recruta o resto. Agora eles estão prontos para jogar futebol americano. | |                               |                   |                                               |                         |                 |
| 3 | "Abra um Caminho em Campo" "Firudo wo nejifusero (フィールドをねじふせろ)"                                            | Yoshiaki Okumura              | Daisuke Habara    | Yasuhide Maruyama                             | 20 de abril de 2005     | [ 14 ] [ 16 ]   |
| É o jogo de estréia de Eyeshield 21, no Torneio de Primavera, numa partida contra o Koigahama Cupids, equipe famosa por trazer suas namoradas para os seus jogos. Na platéia estão Shin e Sakuraba do Oujou White Knights, gravando o jogo. | |                               |                   |                                               |                         |                 |
| 4 | "Aquilo que é Agarrado por Aquelas Mãos" "Sono te ni tsukamu mono (その手に掴むもの)"                                 | Yoshihiro Yamaguchi           | Yoshio Takeuchi   | Kyoko Kotani                                  | 27 de abril de 2005     | [ 14 ] [ 17 ]   |
| Os Deimon Devil Bats vencem seu primeiro jogo do ano. No entanto, a próxima partida é contra o Oujou White Knights, uma das melhores equipes do Japão. Além disso, Mamori é aceita para participar do clube de futebol americano como gerente, enquanto Sena, agora atua como secretário. | |                               |                   |                                               |                         |                 |
| 5 | "Guarda Costas por 0,5 Segundos" "Nesen go byō no bodīgādo (0.5秒のボディーガード)"                                   | Shin Katagai                  | Toshifumi Kawase  | Takaaki Sekizaki                              | 4 de maio de 2005       | [ 14 ] [ 18 ]   |
| Começa o jogo dos Deimon Devil Bats contra os Oujou White Knights. | |                               |                   |                                               |                         |                 |
| 6 | "Detone! Spear Tackle" "Sakuretsu! Supia Takkuru (炸裂! スピアタックル)"                                              | Hiromichi Matano              | Rika Nakase       | Tomohiro Koyama                               | 11 de maio de 2005      | [ 14 ] [ 19 ]   |
| Os Deimon Devil Bats estão vencendo por 6 a 0. No entanto, Shin entra em campo, virando o jogo a favor dos White Knights. | |                               |                   |                                               |                         |                 |
| 7 | "Lutar para Vencer" "Katsu tame no tatakai (勝つための戦い)"                                                          | Eiichi Kuboyama               | Nobuaki Kishima   | Ken Mochizuki                                 | 18 de maio de 2005      | [ 14 ] [ 20 ]   |
| Os Devil Bats estão em apuros com Shin no jogo. O Eyeshield não quer jogar por muito mais tempo depois de ter sentido o poder de seu Spear Tackle. Sakuraba tem que decidir entre o jogo ou a fama, e Hiruma ameaça sair no meio do jogo, até Eyeshield prometer derrotar Shin pelo menos uma vez. | |                               |                   |                                               |                         |                 |
| 8 | "Não Desista!" "Akiramenai! (あきらめない!)"                                                                          | Yoshiaki Tsutsui              | Daisuke Habara    | Nobuyuki Tokinaga                             | 25 de maio de 2005      | [ 14 ] [ 21 ]   |
| Os Devil Bats tem certeza que perderão o jogo. No entanto, Eyeshield 21 está determinado a conseguir ultrapassar Shin. Eyeshield corre pela lateral e acerta Sakuraba, que vai para o campo para recuperar seu último selo promocional de seu empresário, Miracle Ito. Como resultado o ídolo popular é ferido e seus fãs culpam o Eyeshield 21. Eyeshield, em sua última jogada passa por Shin e marca, e assim começa uma grande rivalidade. Mas os Devil Bats perdem por 68 a 12. Sena pensa em voltar à sua vida normal, mas depois percebe como gosta do futebol americano, Hiruma convence-o a começar a se preparar para um torneio mais importante, o Torneio de Outono, que decide os concorrentes para o Torneio de Natal. | |                               |                   |                                               |                         |                 |
| 9 | "O Perito em Recepção" "Kyacchi no tatsujin (キャッチの達人)"                                                         | Shinichi Watanabe             | Toshifumi Kawase  | Yasuhide Maruyama                             | 1 de junho de 2005      | [ 14 ] [ 22 ]   |
| Sena conhece Tarou Raimon, e vê como ele poderia ser um bom wide receiver, mas ele é do clube de beisebol e só depois de ter ido para o terceiro time (reserva da reserva), decide abandonar seu sonho de ser um jogador de beisebol para se juntar aos Devil Bats. | |                               |                   |                                               |                         |                 |
| 10 | "Os Requisitos de um Herói" "Hīrō no shikaku (ヒーローの資格)"                                                        | Yoshihiro Yamaguchi           | Nobuaki Kishima   | Kazunori Takahashi                            | 8 de junho de 2005      | [ 14 ] [ 23 ]   |
| No último jogo, Eyeshield 21 acidentalmente feriu Sakuraba, e ele teve de ser hospitalizado. Hiruma se finge de Eyeshield e diz que o que aconteceu não foi acidental. Monta e Sena decidem ir ao hospital para pedir desculpas pessoalmente pelo que aconteceu. Sakuraba revela seus sentimentos de inferioridade para com Shin, e seus verdadeiros motivos para ser um ídolo de TV, atrair mais atenção. Torakichi, fã do Sakuraba, incentiva Sakuraba a treinar duro para ser um jogador de futebol americano de verdade. | |                               |                   |                                               |                         |                 |
| 11 | "Juramento ao Pôr do Sol" "Yūhi no chikai (夕陽の誓い)"                                                               | Hideaki Oba                   | Rika Nakase       | Hisashi Mitsui                                | 15 de junho de 2005     | [ 14 ] [ 24 ]   |
| Hiruma organiza uma partida amistosa contra os Zokugaku Chameleons, então manda Sena e Monta comprarem mais equipamentos para a partida, quando um motociclista rouba o dinheiro deles. Com a ajuda de Shin, os dois são capazes de recuperá-lo. Shin diz que ele e os White Knights estarão esperando os Devil Bats na final e Sena promete que irá chegar à final e enfrentá-lo. | |                               |                   |                                               |                         |                 |
| 12 | "Recepção! Max!!" "Kyacchi! Makkusu!! (キャッチ! マックス!!)"                                                         | Shin Katagai                  | Daisuke Habara    | Takaaki Sekizaki                              | 22 de junho de 2005     | [ 14 ] [ 25 ]   |
| Começa a partida entre Deimon Devil Bats e Zokugaku Chameleons. Depois de ser parado uma vez, Sena começa a ter imagens de Habashira em todos os lugares, e a amedrontar-se. | |                               |                   |                                               |                         |                 |
| 13 | "Medo de Camaleão" "Kamereon no kyofu (カメレオンの恐怖)"                                                             | Yoshitaka Makino              | Daisuke Habara    | Masaru Yamada                                 | 29 de junho de 2005     | [ 14 ] [ 26 ]   |
| Eyeshield 21 vê como Monta se levanta depois de ser parado várias vezes. Logo, ele percebe que não precisa temer Habashira, pois Shin ainda é melhor do que ele, e assim os Devil Bats derrotam os Chameleons com uma pontuação de 46 a 28, uma derrota que faz com que os jogadores dos Chameleons sejam os novos escravos de Hiruma. | |                               |                   |                                               |                         |                 |
| 14 | "A Maldita Torre do Inferno!" "Shakunetsu no Heru Tawā (灼熱のHELL TOWER)"                                            | Takeshi Ushigusa              | Yoshio Takeuchi   | Nobuyuki Tokinaga                             | 6 de julho de 2005      | [ 27 ] [ 28 ]   |
| Devido a um grande número de candidatos para o clube defutebol americano, Hiruma decide realizar um teste, ele aluga a Torre de Tóquio para o dia inteiro. Qualquer um que chegar ao topo da torre com pelo menos um cubo de gelo estará aprovado. Como se a altura da torre por si só não fosse o suficiente, existem obstáculos ao longo do percurso, que vão desde o cão de guarda do inferno (Cerberus) e o guarda do inferno (Hiruma). No fim são aprovadas só cinco pessoas: Komusubi, Yukimitsu e os três irmãos Ha-Ha. | |                               |                   |                                               |                         |                 |
| 15 | "Encontrem o Eyeshield!" "Aishīrudo wo sagase! (アイシールドを探せ!)"                                                 | Yoshihiro Yamaguchi           | Nobuaki Kishima   | Kyoko Kotani                                  | 13 de julho de 2005     | [ 27 ] [ 29 ]   |
| Hiruma percebe que Eyeshield tem uma boa aceleração, mas que sua resistência é ruim, então ele pede a todos os estudantes da Deimon para caçarem o Eyeshield ou ele vai espalhar informações escandalosas a respeito deles. Ele também promete a seus escravos da Zokugaku que ele irá libertá-los se descobrirem quem é o Eyeshield 21. Mamori, que também quer descobrir a identidade do Eyeshield, segue-o, e é sequestrada por Habashira e sua gangue, para servir de isca. Sena revela sua identidade, mas Hiruma faz com que cada membro dos Devil Bats coloque o 21 e viseiras em seus uniformes fazendo Habashira acreditar que Sena é uma farsa. Habashira não pode descobrir quem realmente é Eyeshield, então sua escravidão é prorrogada por mais três meses. | |                               |                   |                                               |                         |                 |
| 16 | "Adeus, Kurita!?" "Sayonara, Kurita!? (さよなら、栗田!?)"                                                             | Shinichi Watanabe             | Toshifumi Kawase  | Masaki Hosoyama Michio Sato                   | 20 de julho de 2005     | [ 27 ] [ 30 ]   |
| Kurita é acusado por donos de lojas como o culpado por arruinar suas decorações para o festival. Sabendo que os Devil Bats seriam desclassificados do Torneio de Outono, Kurita abandona os Devil Bats. Os outros membros procuram pelos verdadeiros culpados para que confessassem a fim de que Kurita não tenha que deixar a equipe. Com a ajuda de duas meninas americanas que estavam sendo intimidados pelos responsáveis na noite do desastre eles descobrem que Kurita não é o culpado. | |                               |                   |                                               |                         |                 |
| 17 | "Kid e Iron Horse" "Kiddo & Aian hōsu (キッド&アイアンホース)"                                                        | Satoshi Nakagawa              | Rika Nakase       | Hisashi Mitsui                                | 27 de julho de 2005     | [ 27 ] [ 31 ]   |
| Os Devil Bats vão fazer um churrasco. No entanto, isto ainda é parte do treinamento de Hiruma que quer treinar os novos companheiros de equipe. Hiruma ordena-os a memorizar as rotas do futebol americano. Hiruma joga a carne como se fosse passar a bola, por isso quem tiver memorizado as rotas comerá a carne. A fim de fazer seus companheiros compreenderem o quão importante é memorizar as rotas, Hiruma leva-os para o jogo entre os Oujou White Knights e os Seibu Wild Gunmen. Kid e Tetsuma jogam pelos Gunmen, e graças a Tetsuma que conhece todas as rotas bem, os Gunmen estão vencendo. No fim que ganha é Oujou, no entanto, porque Tetsuma teve que sair no meio do jogo. | |                               |                   |                                               |                         |                 |
| 18 | "Orgulho Inútil" "Rokudenashi no puraido (ろくでなしのプライド)"                                                      | Shin Katagai                  | Yoshio Takeuchi   | Takaaki Sekizaki                              | 10 de agosto de 2005    | [ 27 ] [ 32 ]   |
| Uma editora precisa de um time de futebol americano japonês para competir contra uma equipe americana, e lançam um concurso para isso. Hiruma se inscreve, mas descobre que o editor já decidiu que os Taiyou Sphinx irão competir contra os Nasa Aliens. De volta à escola, os irmãos Ha-Ha já se decidiram que eles sairão da equipe mesmo que Hiruma esteja chantageando-os com fotos deles nus. Em um restaurante, eles ouvem alguns membros do Tayou Sphinx falando sobre quão inútil são os linemas defensivos. Ao confrontarem eles os irmãos são espancados por um membro dos Sphinx, e para se vingar, decidem retornar à equipe e ajudar os Devil Bats a derrotá-los. | |                               |                   |                                               |                         |                 |
| 19 | "Os Fracos Sempre são Ridicularizados Diante dos Problemas" "Shoshimin wa chousensha wo warau (小市民は挑戦者を笑う)" | Yasunori Urata                | Daisuke Habara    | Eiji Kaneda                                   | 17 de agosto de 2005    | [ 27 ] [ 33 ]   |
| Começa o jogo entre os Devil Bats e os Tayou Sphinx, o vencedor terá o direito de representar o Japão contra os Aliens. Os Sphinx orgulham-se de ter a linha mais pesada do Japão. Depois de perder em algumas disputas, Kurita já está quase desistindo, mas Hiruma lembra que eles precisam ganhar para ficarem mais fortes para o Torneio de Natal, assim, restaurando a confiança de Kurita. A estratégia dos irmãos Ha-Ha é revelada: a "jogada desleal" ensinada a eles por Habashira e sua gangue. | |                               |                   |                                               |                         |                 |
| 20 | "A Arma Secreta dos Sphinx" "Sufinkusu no himitsu heiki (スフィンクスの秘密兵器)"                                     | Katsumi Ono                   | Nobuaki Kishima   | Nobuyuki Tokinaga                             | 24 de agosto de 2005    | [ 27 ] [ 34 ]   |
| Quando as coisas ficam difíceis para eles, os Sphinx revelam sua arma secreta: um calouro chamado Ken Kamaguruma que usa seu Charriot Bump contra Monta, a fim de pará-lo, para que ele não receba passes de Hiruma. | |                               |                   |                                               |                         |                 |
| 21 | "Voe! Devil Bat" "Tobe! Debiru batto (翔べ! デビルバット)"                                                            | Yoshihiro Yamaguchi           | Nobuaki Kishima   | Kyoko Kotani                                  | 31 de agosto de 2005    | [ 27 ] [ 35 ]   |
| Os Devil Bats estão perdendo para os Tayou Sphinx, mas perto do final Sena usa o Devil Bat Dive, pulando por cima da defesa do Sphinx e empatando o jogo, que termina assim, mas Banba, o capitão do Tayou Sphinx, decide dar a vaga para os Devil Bats. | |                               |                   |                                               |                         |                 |
| 22 | "O Surgimento da Garota Misteriosa" "Nazo no shōjo arawaru (謎の少女 現る)"                                           | Shigeki Awai                  | Toshifumi Kawase  | Shigeki Awai                                  | 7 de setembro de 2005   | [ 27 ] [ 36 ]   |
| Uma menina de dezesseis anos de idade que só anda de patins, uma repórter chamada Suzuna está à procura da identidade real de Eyeshield 21. Ela desafia-o para uma corrida, onde eles devem descer até a parte inferior do morro. Sem escolha Sena aceita, porque se não, ela iria escrever um artigo sobre como ele é covarde. Mas quando ocorre um acidente, Sena tem que salvar Suzuna antes que ela mergulhe para a morte floresta abaixo. | |                               |                   |                                               |                         |                 |
| 23 | "O Homem sem Gravidade" "Mujūryoku no otoko (無重力の男)"                                                             | Yoshitaka Makino              | Daisuke Habara    | Masashi Nomura                                | 7 de setembro de 2005   | [ 27 ] [ 37 ]   |
| A equipe norte-americana aceita o jogo contra os Devil Bats. Sena e um homem chamado Panther veem o quão rápido o outro é. E quererem ir se enfrentar. Porém, há um problema, o treinador americano odeia Panther, e não vai deixá-lo jogar. A única esperança para Panther jogar contra Sena está na captura de um gato. | |                               |                   |                                               |                         |                 |
| 24 | "Choque! A Batalha entre Japão e EUA" "Dengeki! Nichimei kessen (電撃! 日米決戦)"                                     | Satoshi Nakagawa              | Rika Nakase       | Hisashi Mitsui                                | 14 de setembro de 2005  | [ 27 ] [ 38 ]   |
| O jogo entre os Devil Bats e os Aliens começam, mas a menos que as tentativas de blitzes (jogada na qual um time tenta impedir o quarterback de arremessar à bola) funcionem os Devil Bats terão de ir embora do Japão, em função de uma aposta de Hiruma que diz que se os Devil Bats não vencerem os Aliens por mais de dez pontos eles terão que ir para os EUA, enquanto que se os Aliens não vencerem por mais de dez pontos eles terão de ficar no Japão. | |                               |                   |                                               |                         |                 |
| 25 | "A pantera Negra Aprisionada" "Ori no naka no kurojou (檻の中の黒豹)"                                                 | Shin Katagai                  | Rika Nakase       | Shuji Maruyama                                | 21 de setembro de 2005  | [ 27 ] [ 39 ]   |
| Está 14 a 6 para os Aliens, mas os Devil Bats conseguiram parar o Shuttle Pass de Homer e Watt, e eles estão progredindo em suas blitzes e Sena está determinado a aumentar esse placar para que Panther entre no jogo. | |                               |                   |                                               |                         |                 |
| 26 | "O Verdadeiro Selvagem" "Yasei no riaru (野生のリアル)"                                                               | Naoki Hishikawa               | Nobuaki Kishima   | Nobuyuki Tokinaga                             | 28 de setembro de 2005  | [ 27 ] [ 40 ]   |
| Está 26 a 21, e Apollo finalmente coloca Panther e usa sua nova formação Moonsault. Shin assiste ansiosamente e percebe um novo corredor que poderia ameaçar o seu reinado, o jogo termina, mas nenhuma equipe conseguiu vencer a aposta. Então os americanos terão de ficar no Japão e os Devil Bats irão para os EUA. | |                               |                   |                                               |                         |                 |
| 27 | "Recuperem! Cerberus" "Dakkan! Keruberosu (奪還！ケルベロス)"                                                         | Yukio Okazaki                 | Yoshio Takeuchi   | Eiji Kaneda                                   | 5 de outubro de 2005    | [ 41 ] [ 42 ]   |
| Hiruma leva sua equipe para fora do Japão, para Houston. Ele traz Cerberus com ele, pedindo a Sena para cuidar do cão. No avião há uma menina que tem um brinquedo de pelúcia que se parece com Cerberus. Ao lado da menina sentam-se dois homens, eles colocam uma grande joia dentro do brinquedo, enquanto a menina está dormindo. Jumounji vai ao banheiro, porque ele se sente mal, na volta ele vê o bicho de pelúcia e pensa que é o Cerberus e o traz para o assento perto de Sena. A menina confunde Cerberus com seu bicho de pelúcia e o leva consigo. Sena e os outros têm que achar Cerberus antes que Hiruma descubra sobre a perda. | |                               |                   |                                               |                         |                 |
| 28 | "Futebol Americano no Centro da Cidade" "アメフト•ダウンタウン (Amefuto•dauntaun)"                                    | Shigeki Awai                  | Daisuke Habara    | Shigeki Awai                                  | 12 de outubro de 2005   | [ 41 ] [ 43 ]   |
| Quando Sena e Monta ficam perdidos na América, eles acabam em um campo de futebol, onde Panther aprendeu a jogar. A avó de Panther descobre o quão bem eles jogam, e pergunta se eles poderiam jogar em sua equipe. Assim que o jogo acabou, a esposa de um jogador está prestes a entrar em trabalho de parto. O médico está pescando na praia, assim Sena precisa ir buscá-lo antes que seja tarde demais. Enquanto isso, Hiruma finalmente encontra o que ele está procurando. | |                               |                   |                                               |                         |                 |
| 29 | "Formação, Devil Gunmen!" "Kessei Debiru Ganmanzu! (結成•デビルガンマンズ!)"                                          | Yoshimi Tsuda                 | Toshifumi Kawase  | Yoshinobu Aohachi Saburo Masutani             | 19 de outubro de 2005   | [ 41 ] [ 44 ]   |
| Hiruma ordena aos membros do Devil Bats que vão à praia. Sena, Mamori e Monta se deparam com o treinador dos Seibu Wilde Gunmen e Kid. Eles formam uma equipe que vai competir em um jogo de futebol de praia pelo prêmio de uma carcaça de carne bovina do Texas e mil dólares. Devido à presença de Mamori, Sena não pode usar toda sua velocidade. Depois de um tempo, Tetsuma chega para acordar Kid (que foi ordenado por ele para acordá-lo depois de três horas) e, portanto, substitui o treinador. Hiruma, que está tentando convencer um homem velho a ser o treinador dos Devil Bats, vê os Wild Gunmen e substitui Mamori. Eles vencem o torneio, e o velho diz a Hiruma que ele vai pensar sobre a oferta. | |                               |                   |                                               |                         |                 |
| 30 | "A Fronteira do Inferno" "Jigoku e no kyoukaizen (地獄への境界線)"                                                    | Masahiro Takada               | Nobuaki Kishima   | Hirotaka Kato                                 | 26 de outubro de 2005   | [ 41 ] [ 45 ]   |
| Os Devil Bats estão descansando na fazenda dos Wild Gunmen. O treinador concorda em treiná-los. Hiruma diz que a escola Deimon não permite atividades extracurriculares após o segundo ano, por isso essa é última chance dele e de Kurita irem ao Torneio de Natal. Isso significa que eles têm de melhorar em 40 dias, e não 405 (um ano mais 40 dias). Hiruma diz que a equipe deve fazer a marcha da morte e que eles irão concluí-la mesmo que eles morram. No dia em que eles deveriam retornar ao Japão, toda a equipe opta por fazer a marcha da morte. | |                               |                   |                                               |                         |                 |
| 31 | "Suas Próprias Decisões" "Sorezore no ketsui (それぞれの決意)"                                                        | Shin Katagai                  | Rika Nakase       | Shuji Maruyama                                | 2 de novembro de 2005   | [ 41 ] [ 46 ]   |
| A marcha da morte começa. Monta e Yukimitsu devem correr de acordo com algumas rotas enquanto Hiruma atira neles. Os jogadores da linha ofensiva devem empurrar um caminhão. Sena tem que chutar uma pedra por todo os dois mil km. Os Nasa Aliens mudam seu nome para Nasa Shuttles para escapar da promessa com Hiruma, que proíbe-os de voltar para os EUA. Shin vai caminhar no Monte Fuji todos os dias. Panther desafia Shin e perde. Panther pergunta se Sena teria conseguido passar por ele; Shin diz, possivelmente, se ele tiver acabado com sua fraqueza. | |                               |                   |                                               |                         |                 |
| 32 | "Quem é o Perdedor?" "Makeinu wa iruka (負け犬はいるか)"                                                              | Yoshihiro Yamaguchi           | Daisuke Habara    | Hideaki Matsuoka                              | 9 de novembro de 2005   | [ 41 ] [ 47 ]   |
| O treinamento e o calor se intensificam quando a equipe está atravessando o Texas, e quando a situação começa a ficar mais difícil, isso poderia fazer com que uma ou duas pessoas tentem desistir. | |                               |                   |                                               |                         |                 |
| 33 | "Oh! Minha Irmã!" "Oh! Mai shisutā! (OH! マイシスター!)"                                                              | Yukio Okazaki                 | Nobuaki Kishima   | Eiji Kaneda                                   | 16 de novembro de 2005  | [ 41 ] [ 48 ]   |
| Sena acidentalmente chuta a pedra em uma gangue de motoqueiros. Sabendo que ele terá de correr a marcha da morte toda de novo se ele perder a pedra, ele corre atrás deles, e se separa do resto da equipe. Lá, ele literalmente cai em Suzuna, que ainda está à procura de seu irmão desaparecido. Eles vão para um estádio onde um teste para um time profissional de futebol americano está sendo realizado. Acontece que seu irmão está lá, na esperança de se tornar um jogador profissional. Quando o teste começa, Sena vai lá, mas é esmagado pela multidão. | |                               |                   |                                               |                         |                 |
| 34 | "A Aceleração do Fantasma" "Gōsuto no taidō (ゴーストの胎動)"                                                         | Shigeki Awai                  | Toshifumi Kawase  | Shigeki Awai                                  | 23 de novembro de 2005  | [ 41 ] [ 49 ]   |
| Sena aplica todo o treinamento da marcha da morte no jogo. Quando ele marca o ponto da vitória, o último adversário de Sena declara que viu um fantasma ao lado dele enquanto corria. Quando os nomes daqueles que passaram são anunciados, o nome do irmão de Suzuna não é chamado. Ele não conseguiu então Sena pede a ele para se tornar um membro dos Deimon Devil Bats. Ele aceita, e os irmãos Taki e Sena vão embora. Logo depois, o locutor diz o nome de Sena. | |                               |                   |                                               |                         |                 |
| 35 | "A Marcha da Morte Solitária" "Kodoku no desu māchi (孤独のデス•マーチ)"                                              | Hajime Otani Shota Kawajiri   | Rika Nakase       | Kimiko Tamai                                  | 30 de novembro de 2005  | [ 41 ] [ 50 ]   |
| Yukimitsu cai durante a corrida e se ele não completar a corrida, ele será retirado da equipe. Então Sena ajuda-o por uma parte do percurso. Que ele fez questão de refazer depois. | |                               |                   |                                               |                         |                 |
| 36 | "O Último Desafio" "Saigo no shiren (最後の試練)"                                                                     | Yoshimi Tsuda                 | Daisuke Habara    | Yoshinobu Aohachi                             | 7 de dezembro de 2005   | [ 41 ] [ 51 ]   |
| O caminhão dos Devil Bats fica preso em um buraco, com um empurrão final de toda equipe (menos Hiruma), Deimon supera o último obstáculo. Chegando em Las Vegas, no barco pirata, Doburoku desafia Sena para ver se o movimento fantasma está completo. Sena passa por Doburoku com o novo movimento Devilbat Ghost, e Doburoku percebe o potencial ilimitado de Sena. No hotel, todos descansam se preparando para a viagem de volta. No dia seguinte, Hiruma vende o caminhão de Doburoku e diz para ele ir ao cassino e apostar tudo na roleta 21 no vermelho 21. O dinheiro paga a dívida dele e ele retorna ao Japão com a equipe. | |                               |                   |                                               |                         |                 |
| 37 | "O Topo Inalcançável" "Harukanaru itadaki (遥かなる頂)"                                                               | Akira Nishimori               | Nobuaki Kishima   | Hideyuki Motohashi                            | 14 de dezembro de 2005  | [ 41 ] [ 52 ]   |
| Os Devil Bats voltaram ao Japão, mas Hiruma informa-lhes que Oujou perdeu para Shinryuuji. E falando nos Oujou, Sakuraba se sente inseguro com o seu futuro como jogador de futebol americano. | |                               |                   |                                               |                         |                 |
| 38 | "Decisão dos Titulares!?" "Regyurā kettei!? (レギュラー決定!?)"                                                       | Shin Katagai                  | Rika Nakase       | Takaaki Sekizaki                              | 21 de dezembro de 2005  | [ 41 ] [ 53 ]   |
| Os Devil Bats voltaram para casa. Hiruma deve decidir os jogadores titulares, mas Yukimitsu não é escolhido mesmo depois de ter completado a marcha da morte. Sena e Monta tentam animá-lo, dizendo que enquanto os Devil Bats se manterem unidos tudo ficará bem. | |                               |                   |                                               |                         |                 |
| 39 | "O Caminho para o Torneio de Natal" "Kurisumasu bouru e no michi (クリスマスボウルへの道)"                            | Katsumi Ono                   | Nobuaki Kishima   | Hirotaka Kato                                 | 11 de janeiro de 2006   | [ 41 ] [ 54 ]   |
| Enquanto se escondia de um grupo de repórteres de televisão, Suzuna pergunta porque Sena não diz a Mamori quem ele é. Isto leva a uma rápida revisão dos últimos 38 episódios. Sena diz à Suzuna que ele vai revelar à Mamori sua identidade quando ele for realmente forte, ou seja, quando ele venceu o seu grande rival, Seijurou Shin. | |                               |                   |                                               |                         |                 |
| 40 | "As Vésperas da Batalha Decisiva!" "Kessen mae yoru! (決戦前夜!)"                                                     | Katsumi Ono                   | Daisuke Habara    | Nobuyuki Tokinaga                             | 11 de janeiro de 2006   | [ 55 ] [ 56 ]   |
| Kurita e o outros membros dos Devil Bats sabem que basta uma derrota e o seu sonho irá acabar. Uma vez que ele chega em casa, Kurita se esconde, não querendo ser a pessoa a causar a eliminação do Devil Bats. E os outros têm de sair a sua procura. | |                               |                   |                                               |                         |                 |
| 41 | "O Desaparecimento do Ás!?" "Ēsu shōmetsu!? (エース消滅!?)"                                                           | Shigeki Awai                  | Toshifumi Kawase  | Shigeki Awai                                  | 18 de janeiro de 2006   | [ 55 ] [ 57 ]   |
| Deimon contra Amino, uma escola onde eles usam a medicina para aumentar o tamanho de seus músculos. Sena segue Taki para o ônibus errado e acaba em um lugar distante, Nagano. Enquanto isso Deimon, sem o seu craque, deve derrotar Amino. A princípio, a linha defensiva da Deimon não pode parar Amino que marca um touchdown. Então Doburoku chega e lhes diz para empurrar até que eles se lembrem de como empurrar com seus quadris em vez de apenas com os braços, assim como durante a marcha da morte. A linha da Deimon empurra-os e Monta pega uma bola para um first down, mas eles estão perdendo de 7 a 0. | |                               |                   |                                               |                         |                 |
| 42 | "Devilbat Ghost!!" "Debirubatto gōsuto!! (デビルバットゴースト!!)"                                                    | Shuichi Hirokawa              | Toshifumi Kawase  | Yoshito Miki                                  | 25 de janeiro de 2006   | [ 55 ] [ 58 ]   |
| Rui Habashira dá uma carona a Sena até o estádio em sua moto. No jogo, Amino escolhe Monta como alvo e ataca-o no ataque e na defesa. Amino marca outro touchdown, mas Ishimaru e Monta marcam touchdowns para Deimon. A pontuação atual é 14 a 12. Sena é lançado da moto e cai no estádio de um jeito que chama a atenção de todos. Ele revela seu Devilbat Ghost, uma técnica onde um corredor aumenta a sua velocidade e faz uma finta rápida parecendo atravessá-lo, enquanto o adversário vê uma imagem fantasmagórica, onde o jogador parece ter desaparecido como fumaça. Shin reconhece que Sena voltou a crescer. A pontuação final é 36 a 14, a primeira vitória da Deimon. | |                               |                   |                                               |                         |                 |
| 43 | "O Lendário Magnum 60 Jardas" "Densetsu no rokujū yādo magunamu (伝説の60ヤードマグナム)"                             | Hideki Takayama               | Daisuke Habara    | Masakuni Kaneko Hikaru Naraoka                | 1 de fevereiro de 2006  | [ 55 ] [ 59 ]   |
| Monta e Sena estão determinados a encontar e trazer o kicker lendário "Magnum 60 jardas" Musashi de volta para a equipe. Eles são enganados por estudantes de futebol que dizem que uma pessoa chamada de Muro Satoshi é Musashi, Monta e Sena tentam recrutá-lo para a equipe de futebol americano. Enquanto isso, um jogador chamado Kotaro Sasaki, o famoso e "esperto" kicker do Bando Spiders aparece para desafiar Musashi. | |                               |                   |                                               |                         |                 |
| 44 | "Aha-ha! Minha Estreia!!" "Ahāhā! Boku debyū!! (アハーハー! ボクデビュー!!)"                                          | Toshiaki Kanbara              | Yoshio Takeuchi   | Minoru Yamazawa                               | 8 de fevereiro de 2006  | [ 55 ] [ 60 ]   |
| Taki deve passar no exame de admissão para ser capaz de jogar no Deimon Devil Bats. Suzuna lhes diz que Taki falhou em todas as escolas com o futebol americano no Japão (exceto Deimon que aceitou todos os alunos devido ao seu pequeno número de estudantes, mas Natsuhiko deixara o Japão antes de ser aceito). Acontece que Taki é de fato um idiota e deixa Suzana frustrada. Como se constata, Taki pode responder à pergunta se ela for de alguma forma relacionada com futebol americano. Taki faz o exame; o mínimo de pontos deve ser 200. À noite, quando o professor está corrigindo a prova de Taki a sombra de Hiruma aparece atrás dele. Como Taki faz 203 pontos, a sombra de Hiruma desaparece. Deimon bate os Zokugaku Chameleons em um jogo treino por causa de Taki. No final, os Chameleons são vistos carregando suas motocicletas em suas costas como uma punição de sua gerente e técnica, Megu Tsuyumine.                                                   | |                               |                   |                                               |                         |                 |
| 45 | "O Fantasma Selado!?" "Gōsuto fuin (ゴースト封印!?)"                                                                  | Shin Katagai                  | Nobuaki Kishima   | Shuji Maruyama                                | 15 de fevereiro de 2006 | [ 55 ] [ 61 ]   |
| Hiruma proíbe Sena de usar o Devilbat Ghost, até um jogo real, a fim de manter a técnica em segredo. Enquanto isso, Shin e Ootawara começam a praticar em um time corporativo, o Shuuei Elefants, para melhorarem suas habilidades. Os calouros do Devil Bats decidiram ir ao mesmo estádio, Shuuei Stadium, para inspecionar o próximo campo de jogo. O Shuuei Elefants e o Samurai Warriors têm um importante jogo treino, mas Taki leva alguns dos jogadores do Samurai Warriors para o ônibus errado, que vai para Nagano (de novo). Devido à falta de jogadores do Samurai Warriors, Komusubi e Monta substituem os jogadores. Sena também quer jogar, mas não pode jogar devido à falta de uma viseira, mas Suzuna consegue encontrar uma e Sena salva o time quando ele entra no jogo. Mas Shin quer ver o Devilbat Ghost em vez de deixá-lo selado. | |                               |                   |                                               |                         |                 |
| 46 | "Fantasma VS Lança" "Gōsuto basasu supia (ゴーストVSスピア)"                                                          | Katsumi Ono                   | Nobuaki Kishima   | Nobuyuki Tokinaga                             | 22 de fevereiro de 2006 | [ 55 ] [ 62 ]   |
| Agora como substitutos em um jogo da liga corporativa, Sena e Shin finalmente conseguirão a revanche que eles tem esperado tanto tempo. No entanto, Shin está desapontado com Sena que se recusa a usar o Devilbat Ghost devido às ordens de Hiruma. Os Samurais estão a perder devido à entrada de Ootawara e Shin no jogo, e a linha não consegue derrotar Ootawara. Os irmãos Ha-Ha chegam e veem Sena, Monta e Komusubi jogando, e eles também querem entrar no jogo. Shin diz a Sena que, já que ele finalmente teve a chance de enfrentá-lo, ele não vai se segurar, e que Sena também não deve. Com o incentivo de Monta, Komusubi, e os irmãos Ha-Ha, Sena decide usar o Devilbat Ghost. | |                               |                   |                                               |                         |                 |
| 47 | "Está Calor! Coragem!!" "Atsui ze! Gattsu! (熱いぜ! ガッツ!!)"                                                        | Shigeki Awai                  | Rika Nakase       | Shigeki Awai                                  | 1 de março de 2006      | [ 55 ] [ 63 ]   |
| Os Devil Bats testemunham a resistência física e a união da equipe Yuuhi Guts, seu próximo adversário no torneio. Hiruma diz que, os Devil Bats têm 99% de chance de ganhar, mas o Yuuhi Guts tem 1% de chance de vencê-los devido a ter três anos de experiência a mais. Em seguida, eles vão assistir ao jogo Oujou contra Sankaku Punks. | |                               |                   |                                               |                         |                 |
| 48 | "Esforço! Coragema! A Melhor Batalha!" "Doryoku! Konjō! Zenryoku shōbu! (努力! 根性! 全力勝負!)"                      | Michita Shiraishi             | Rika Nakase       | Yasuhide Maruyama                             | 8 de março de 2006      | [ 55 ] [ 64 ]   |
| O jogo Deimon contra Guts começa. Hiruma tenta colocar pressão sobre eles com palavras sobre esta ser sua última chance de ir para o Torneio do Natal. No entanto, o treinador dos Guts substituiu os jogadores titulares por atletas de outros clubes, a fim de ganhar. Os Guts interceptam a bola perto do início do jogo e marcam um touchdown e convertem o ponto extra, mas depois de vê-los jogar, Hiruma reduz a chance de eles ganharem de 1% para 0%. | |                               |                   |                                               |                         |                 |
| 49 | "A Alma de Prata oxidada de um Line!" "Ibushi gin rain tamashi!(いぶし銀•ライン魂!)"                                  | Kazunobu Shimizu              | Toshifumi Kawase  | Kazuyuki Igai Akira Takeuchi Daisuke Kusakari | 15 de março de 2006     | [ 55 ] [ 65 ]   |
| Os Devil Bats encontram o capitão do Hashiratani Deers, Yamamoto Onihei. Eles irão assistir ao jogo deles contra Kyoshin, a fim de ver a equipe que pode tornar-se sua oponente. No entanto, todos ficam decepcionados ao verem os veteranos do Hashitarani Deers perderem. | |                               |                   |                                               |                         |                 |
| 50 | "Uma Coragem que não Acaba!" "Nigenai yūki! (逃げない勇気!)"                                                          | Yoshitaka Makino              | Daisuke Habara    | Gen Takase                                    | 22 de março de 2006     | [ 55 ] [ 66 ]   |
| Sena ouve histórias sobre o "verdadeiro" Eyeshield 21 de um jogador do Poseidon, Shun Kakei. Desanimado após ouvir que ele nunca poderá alcançar o "verdadeiro" Eyeshield, Sena aprende com Shin que não é o tamanho que importa, mas sim, um espírito inabalável. | |                               |                   |                                               |                         |                 |
| 51 | "Perigo! O Mais Maligno dos Chameleons!" "Ayaushi! Sai kyō no kamereon (危うし! 最凶のカメレオン)"                    | Toshiaki Kanbara              | Toshifumi Kawase  | Minoru Yamazawa                               | 29 de março de 2006     | [ 55 ] [ 67 ]   |
| Eyeshield 21 entra no vestiário dos Chameleons e corta todos os seus uniformes no meio da noite. Sena disse que não fez isso. Os Chameleons entram na escola Deimon a fim de encontrar Eyeshield 21. Eles descobrem que foram os Scorpions vestidos como o Eyeshield. | |                               |                   |                                               |                         |                 |
| 52 | "Confronto! Camaleons vs Poseidon" "Gekitotsu! Kamereon basasu poseidon (激突! カメレオンｖｓポセイドン)"             | Shigeki Awai                  | Toshifumi Kawase  | Shigeki Awai                                  | 5 de abril de 2006      | [ 55 ] [ 68 ]   |
| Começa o jogo Zokugaku e Poseidon. Poseidon tem uma grande vantagem porque eles têm jogadores altos. Por outro lado o Zokugaku é um time desunido. A equipe de Habashira desiste no meio do jogo. Habashira tenta incentivá-los e força a sua equipe a tentar ganhar, mas não consegue. No final, depois do jogo Rui confronta Hiruma e grita chorando, "qual é a diferença entre você e eu!". | |                               |                   |                                               |                         |                 |
| 53 | "O Aterrorizante Escorpião Venenoso" "Kyōfu no doku sasori! (恐怖の毒サソリ!)"                                        | Shigeki Awai                  | Nobuaki Kishima   | Shigeki Awai                                  | 12 de abril de 2006     | [ 69 ] [ 70 ]   |
| Os Scorpions estão jogando muito sujo e também estão prevendo cada movimento dos Devil Bats. Hiruma desaparece durante o jogo. Kurita deve ficar forte para vencer contra esses covardes. | |                               |                   |                                               |                         |                 |
| 54 | "O Comandante Desaparecido" "Kieta shireitō (消えた司令塔)"                                                           | Katsumi Ono                   | Nobuaki Kishima   | Nobuyuki Tokinaga                             | 19 de abril de 2006     | [ 69 ] [ 71 ]   |
| No final do primeiro quarto Mamori abre o plano de jogo que Hiruma lhe deu, e lá Hiruma previu tudo o que aconteceria no primeiro quarto. No último quarto Hiruma aparece. Os Devil Bats ganham o jogo com a ajuda dos planos de Hiruma, que consegue seus novos escravos após o jogo. | |                               |                   |                                               |                         |                 |
| 55 | "A Barreira da Diferença Física" "Taikakusa no kabe (体格差の壁)"                                                     | Masayuki Matsumoto            | Rika Nakase       | Ryotaro Akao                                  | 26 de abril de 2006     | [ 69 ] [ 72 ]   |
| Após ouvir de Mizumachi do Poseidon que ele não é um bom jogador de futebol americano, Komosubi foge. Ele acha que por ele ser pequeno, ele é inútil para os Devil Bats. Todos vão procurá-lo e tentam convencê-lo a voltar para casa. | |                               |                   |                                               |                         |                 |
| 56 | "Lancem-no! O Honorável Komusubi!" "Ucchare komusubi zeki! (うっちゃれ小結関!)"                                       | Michita Shiraishi             | Daisuke Habara    | Yasuhide Maruyama                             | 3 de maio de 2006       | [ 69 ] [ 73 ]   |
| Komusubi começa a treinar sumo, como um treinamento especial para ele encontrar uma maneira de superar a diferença física entre ele e Mizumachi. Então Sena, Monta e ele participam de um torneio de sumo e na final Komusubi ganha de Ootawara. | |                               |                   |                                               |                         |                 |
| 57 | "O Homem que Conhece o 21" "Nijūichi wo shirumono (「21」を知る者)"                                                   | Shigeki Hatakeyama            | Atsushi Maekawa   | Kayo Nomichi Yoshihiro Ujiie Mikio Fujiwara   | 10 de maio de 2006      | [ 69 ] [ 74 ]   |
| Quando Monta e Sena são enviados para espionar o treino dos Kyoshin Poseidon antes do jogo, eles são pegos, e Kakei diz a Sena que ele quer desafiar o Eyeshield 21 dos Devil Bats e provar a ele que ele nunca vai igualar-se ao "verdadeiro" Eyeshield 21. Sena consegue passar por ele usando o Devilbat Ghost, mas Hiruma, que estava observando, diz a Sena que aquela não era a verdadeira força de Kakei. | |                               |                   |                                               |                         |                 |
| 58 | "Demônio vs Deus dos Mares" "Akuma basasu umi no kami (悪魔VS海の神)"                                                 | Yoshitaka Makino              | Nobuaki Kishima   | Gen Takase                                    | 17 de maio de 2006      | [ 69 ] [ 75 ]   |
| O jogo contra os Kyoshin Poseidon está prestes a começar. Kakei diz a Sena que ele vai provar de uma vez por todas, que ele não está qualificado para assumir o nome de "Eyeshield 21". Hiruma, em seguida, afirma que não é o time mais alto que vai ganhar, e sim o que jogar melhor. | |                               |                   |                                               |                         |                 |
| 59 | "O Ás Oculto" "Ura ēsu no otoko (裏エースの男)"                                                                       | Shigeki Awai                  | Nobuaki Kishima   | Shigeki Awai                                  | 24 de maio de 2006      | [ 69 ] [ 76 ]   |
| Ishimaru, o ás oculto dos Deimon Devil Bats aparece, sendo a chave crucial para a sua nova formação: Wishbone. | |                               |                   |                                               |                         |                 |
| 60 | "A Promessa Feita em Campo!" "Fīrudo no yakusoku! (フィールドの約束!)"                                                | Tokio Yamauchi                | Daisuke Habara    | Yoko Takanori                                 | 31 de maio de 2006      | [ 69 ] [ 77 ]   |
| Os Devil Bats viram o jogo, e o placar é 14 a 12, e Deimon tem a bola. Kakei encontra uma maneira de explorar a fraqueza da formação Wishbone. No entanto, Hiruma encontra outra maneira de superar seu novo plano, e eles marcam outro touchdown, colocando os Devil Bats a frente do placar. | |                               |                   |                                               |                         |                 |
| 61 | "Obsessão pela Vitória!" "Shōri e no shūnen! (勝利への執念!)"                                                         | Shigeki Awai                  | Nobuaki Kishima   | Shigeki Awai                                  | 7 de junho de 2006      | [ 69 ] [ 78 ]   |
| O jogo continua em um impasse com as duas equipes tentando quebrar a tendência e a pontuação, sabendo que isto irá trazer o jogo a seu favor. | |                               |                   |                                               |                         |                 |
| 62 | "Terror! Moby Dick Anchor!!" "Senritsu! Mobyidikku ankā!! (戦慄! モビィディック•アンカー!!)"                          | Katsumi Ono                   | Toshifumi Kawase  | Nobuyuki Tokinaga                             | 14 de junho de 2006     | [ 69 ] [ 79 ]   |
| Poseidon revela uma nova formação chamada de High Wive. Hiruma imediatamente expõe sua fraqueza, mas Sena não consegue ultrapassar Kakei. A bola volta para Kyoshin, que marca um touchdown, dando-lhes uma vantagem de cinco pontos. Eles tentam uma conversão de dois pontos, mas devido ao plano de Hiruma, a bola é interceptada por Monta. Faltando apenas um minuto de jogo, a única esperança da Deimon é que Sena consiga passar por Kakei. | |                               |                   |                                               |                         |                 |
| 63 | "A Batalha dos 30 Centímetros!!" "Sanjū senchi no kōbō!! (30 センチの攻防!!)"                                         | Michita Shiraishi             | Atsushi Maekawa   | Yasuhide Maruyama                             | 21 de junho de 2006     | [ 69 ] [ 80 ]   |
| Sena consegue passar pelo Moby Dick Anchor de Kakei, mas ele é parado a apenas alguns centímetros do touchdown por Mizumachi. Hiruma usa seu último timeout (pedido de tempo), quando resta apenas dois segundos e os Devil Bats estão perdendo por cinco pontos. Eles decidem que Sena terá que saltar sobre a linha em uma combinação com Monta a fim de que ele possa ir duas vezes mais alto. O plano é bem sucedido, e eles marcam um touchdown, vencendo o jogo. Kakei diz a Sena que não importa mais se ele é o "verdadeiro" Eyeshield 21 ou não, mas que o que importa é que ele é um dos melhores jogadores que Kakei já viu, e que Sena é o Eyeshield 21. | |                               |                   |                                               |                         |                 |
| 64 | "Surge o Homem da Velocidade da Luz!?" "Kōsoku no otoko arawaru!? (光速の男現る!?)"                                   | Sumio Watanabe                | Yoshio Takeuchi   | Akira Takeuchi                                | 28 de junho de 2006     | [ 69 ] [ 81 ]   |
| Riku aparece e fala sobre seu passado e que Sena aprendeu a correr com sua ajuda. Riku pergunta a Sena quem ele pensa ser o melhor jogador. Sena responde que é Shin. Ele então pergunta por que e Sena diz "porque a sua potência e sua velocidade são incríveis". Riku faz parte dos Seibu Wild Gunmen, que bateram por 49 a 0 os Fishers. | |                               |                   |                                               |                         |                 |
| 65 | "Festival de Esportes no Colégio Deimon!!" "Deimon kōkō taiikusai daa!! (泥門高校体育祭だァ!!)"                       | Takeshi Ushigusa              | Rika Nakase       | Hirotaka Kato                                 | 5 de julho de 2006      | [ 69 ] [ 82 ]   |
| Toda a equipe Deimon vai para uma festival de esportes onde a equipe está dividida em duas, Mamori, Hiruma e Yukimitsu (a equipe inteligente) e todos os outros (a equipe músculos). Eles brincam de cabo-de-guerra, entre outras atividades. A "equipe músculos" finalmente descobre que Hiruma tem manipulado todos os jogos para ensiná-los como fazer o "bump" (um truque usado pela primeira vez pela equipe Tayou Sphinx). | |                               |                   |                                               |                         |                 |
| 66 | "Sena Corredor!?" "Supurintā Sena!? (スプリンター•セナ!?)"                                                            | Shigeki Hatakeyama            | Nobuaki Kishima   | Kayo Nomichi Yoshihiro Ujiie                  | 12 de julho de 2006     | [ 83 ] [ 84 ]   |
| Ishimaru não pode mais treinar porque um membro do clube de atletismo machuca o joelho no treino e ele não poderá correr por três semanas. Sena se oferece para enviar Eyeshield 21 para correr em seu lugar, mas Hiruma não vai deixá-lo ir, mas ele vai assim mesmo. Sena ajuda o clube de atletismo a chegar as finais, onde eles ganham o primeiro lugar. | |                               |                   |                                               |                         |                 |
| 67 | "A Promessa Entre os Três" "Sannin no yakusoku (三人の約束)"                                                          | Yoshitaka Makino              | Rika Nakase       | Masakuni Kaneko                               | 19 de julho de 2006     | [ 83 ] [ 85 ]   |
| Riku percebe que a velocidade de Sena aumentou, e também que ele é o Eyeshield 21. Hiruma confronta Kid e diz-lhe que entre Riku e Eyeshield 21, Eyeshield é o running back mais rápido. Ele pergunta a Kid quem ele acha o melhor quarterback em Kanto. Ele responde: Yoichi Hiruma. | |                               |                   |                                               |                         |                 |
| 68 | "A Comprovação dos Mais Rápidos" "Saisoku no shōmei (最速の証明)"                                                     | Shigeki Awai                  | Toshifumi Kawase  | Shigeki Awai Michitaka Yamamoto               | 26 de julho de 2006     | [ 83 ] [ 86 ]   |
| O jogo contra os Wild Gunmen começa. Doburoku diz que se os Devil Bats perderem a concentração por um segundo sequer, certamente irão perder. Deimon dá o pontapé inicial e a bola é recebida por Riku. Ele mostra o poder de sua técnica, Rodeo Drive, e marca um touchdown. No entanto, quando é o pontapé da Seibu, Sena faz o mesmo, marca um touchdown, sendo parado por Riku tarde demais. | |                               |                   |                                               |                         |                 |
| 69 | "O Campo do Desespero" "Zetsubō no fīrudo (絶望のフィールド)"                                                         | Toshiaki Kanbara              | Daisuke Habara    | Minoru Yamazawa                               | 9 de agosto de 2006     | [ 83 ] [ 87 ]   |
| Incapaz de pararem a técnica Quick and Fire de Kid, os Devil Bats decidem revelar o fruto de seu treino de bump. Seibu ataca com Tetsuma e Monta é incapaz de detê-lo, e ele marca um touchdown, e o ponto extra é convertido, fazendo com que a pontuação seja 14 a 6 a favor dos Wild Gunmen. Hiruma tenta enganar Kid fazendo uma blitz, mas ele falha e Kid corre para um touchdown. | |                               |                   |                                               |                         |                 |
| 70 | "Musashi Está Aqui" "Musashi wa koko ni iru (ムサシはここにいる)"                                                     | Shigenori Awai                | Atsushi Maekawa   | Shigenori Awai                                | 16 de agosto de 2006    | [ 83 ] [ 88 ]   |
| Os Devil Bats necessitam desesperadamente de um kicker, e Musashi está assistindo o jogo do quarto de seu pai no hospital. Sem marcar antes do intervalo, os Devil Bats têm uma pequena chance de vitória, por isso Hiruma decide chutar o field goal. O chute passa perto, mas bate na trave e isso não é bom. Usando uma estratégia que se baseia em nada mais do que a força bruta de Kurita, os Devil Bats marcam um touchdown, diminuindo a diferença para um ponto. | |                               |                   |                                               |                         |                 |
| 71 | "O Demônio dos Contra-Ataques" "Hangeki no akuma (反撃の悪魔)"                                                        | Yoshihisa Matsumoto           | Atsushi Maekawa   | Ryotaro Akao                                  | 23 de agosto de 2006    | [ 83 ] [ 89 ]   |
| Tentando provar a Sena que ele é o melhor jogador, Riku faz um fumble na bola. Sena para-o e corre para marcar um touchdown. Com Deimon a dois downs, Seibu dá a bola para Riku. Sena tenta impedi-lo, mas Riku passa por ele com facilidade, marcando outro touchdown para Seibu. | |                               |                   |                                               |                         |                 |
| 72 | "O Orgulho da Velocidade da Luz" "Kōsoku no puraido (光速のプライド)"                                                 | Katsumi Ono                   | Daisuke Habara    | Nobuyuki Tokinaga                             | 30 de agosto de 2006    | [ 83 ] [ 90 ]   |
| Restando nove minutos de jogo Deimon está atrás por nove pontos. Eles diminuem a diferença, mas Sena não consegue passar por Riku. Com apenas um minuto sobrando, Sena finalmente consegue passar pelo Rodeo Drive de Riku e marcar um touchdown. Agora Deimon está atrás apenas por três pontos. | |                               |                   |                                               |                         |                 |
| 73 | "O Chute do Destino" "Unmei no kikku (運命のキック)"                                                                  | Yoshitaka Makino              | Nobuaki Kishima   | Masakuni Kaneko                               | 6 de setembro de 2006   | [ 83 ] [ 91 ]   |
| Kid diz a Hiruma que ele caiu em sua armadilha, e que tudo é sempre muito bom para ser verdade. Hiruma lembra Kid que ele lhe disse que Eyeshield iria ganhar, e Kid diz a Hiruma para não se esquecer de que ele disse que Yoichi Hiruma é o melhor quarterback da liga. Os dois, dizem que o resto da batalha será uma batalha de inteligência, e Hiruma decide fazer um onside kick. | |                               |                   |                                               |                         |                 |
| 74 | "A Promessa de um Rival" "Raibaru no chikai (ライバルの誓い)"                                                         | Koichiro Kuroda               | Toshifumi Kawase  | Michitaka Yamamoto Michio Hasegawa            | 6 de setembro de 2006C  | [ 83 ] [ 92 ]   |
| Depois de perder para o Seibu Wild Gunmen por 35 a 32, Tetsuma salva Monta de ser suspenso. Hiruma revela que ainda há um jogo no Torneio de Tóquio e que eles ainda têm uma chance de ir ao Torneio de Natal. Deimon assiste a um festival de verão. Mamori convida Riku, que diz a Sena para ele prometer tirar a sua viseira antes do Torneio de Kanto. | |                               |                   |                                               |                         |                 |
| 75 | "A Ameaça da Aranha" "Supaidā no kyōi (スパイダーの脅威)"                                                             | Akihiro Izumi                 | Rika Nakase       | Minoru Yamazawa Yoshinobu Aohachi Yuto Tejima | 13 de setembro de 2006  | [ 83 ] [ 93 ]   |
| O Bando Spiders estão jogando contra o Oujou White Knights. E o Bando está na liderança devido ao chute de Kotarou. Os Devil Bats ficam surpresos que um jogador pequeno do Bando possa derrubar Ootawara e a equipa parece saber as rotas de passe do Oujou. No entanto, no final, Oujou ganha por 14 a 3 e estão pronto para jogar com os Wild Gunmen. | |                               |                   |                                               |                         |                 |
| 76 | "Volte! Musashi!" "Modore! Musashi! (戻れ! ムサシ!)"                                                                  | Michita Shiraishi             | Atsushi Maekawa   | Yasuhide Maruyama                             | 20 de setembro de 2006  | [ 83 ] [ 94 ]   |
| Deimon percebe que vai precisar de um kicker para vencer seu jogo contra o Bando Spiders. Sena e Monta tentam convencer Musashi a voltar para a equipe, ele revela que ele saiu do time para cuidar de seu pai e sua empresa de construção civil. No final, ele promete voltar assim que seu pai se recuperar. | |                               |                   |                                               |                         |                 |
| 77 | "O Verdadeiro 21" "Hontō no nijūichi (本当の「21」)"                                                                  | Yoshihisa Matsumoto           | Nobuaki Kishima   | Ryotaro Akao                                  | 27 de setembro de 2006  | [ 83 ] [ 95 ]   |
| Sena e Suzuna vão pegar seus capacetes e chuteiras em uma loja onde Sena vê um capacete com uma viseira. Akaba é o dono desse capacete. Akaba diz que ele irá derrotar Eyeshield 21 e levar o título que ele acredita que lhe pertence. | |                               |                   |                                               |                         |                 |
| 78 | "Aqueles que nos esperam à frente" "Sono sakini matsu mono (その先に待つもの)"                                        | Toshiaki Kanbara              | Atsushi Maekawa   | Hideo Amemiya                                 | 4 de outubro de 2006    | [ 83 ] [ 96 ]   |
| Mamori tenta ajudar Sena e ele não consegue encontrar tempo suficiente para se vestir de Eyeshield 21. Então, depois da escola, ele treina sozinho na beira do rio. Depois de pegar um resfriado por causa do treinamento na chuva, Sena é forçado a ficar em casa durante o jogo Oujou vs Seibu. Decidido a ir, ele consegue chegar durante o jogo, quando Riku e Shin estão se confrontando, mas os problemas começam quando Mamori o vê e manda-o ir para casa. Então, Sena tímido diz as palavras que Mamori tinha certeza que ela nunca iria ouvir: "Não... interfira. Agora é a melhor parte". | |                               |                   |                                               |                         |                 |
| 79 | "Sena Kobayakawa" "Kobayakawa Sena (小早川 瀬那)"                                                                     | Shin Katagai                  | Nobuaki Kishima   | Nobuyuki Tokinaga                             | 11 de outubro de 2006   | [ 97 ] [ 98 ]   |
| Antes do jogo, Sena retira seu capacete para revelar sua identidade para o mundo. Mamori aceita quem Sena é. O jogo contra o Bando Spiders começa. | |                               |                   |                                               |                         |                 |
| 80 | "O Mais Forte dos Times Chutadores" "Saikyō no kikku chīmu (最強のキックチーム)"                                      | Yoshiaki Tsutsui              | Nobuaki Kishima   | Lee JuHyun Shin KiChul                        | 18 de outubro de 2006   | [ 97 ] [ 99 ]   |
| Usando onside kick no início do jogo, Akaba recupera a bola e Kotarou marca um field goal. As coisas começam a ficar mal para Deimon quando eles caem na armadilha do Bando Spiders, um loop da Spider's Web, dando uma vantagem significativa para eles. Enquanto isso, Musashi assiste ao jogo do quarto de hospital de seu pai. | |                               |                   |                                               |                         |                 |
| 81 | "A Verdade Sobre os Olhos Vermelhos" "Akai hitomi no shinjitsu (赤い瞳の真実)"                                        | Yoshitaka Makino              | Toshifumi Kawase  | Masakuni Kaneko                               | 1 de novembro de 2006   | [ 97 ] [ 100 ]  |
| O jogo continua a correr a favor do Spiders, eles tem uma vantagem de 20 pontos. Enquanto a história sobre Akaba é revelada. | |                               |                   |                                               |                         |                 |
| 82 | "Corra! Musashi!" "Hashire! Musashi! (走れ! ムサシ!)"                                                                 | Koichiro Kuroda               | Atsushi Maekawa   | Michitaka Yamamoto Michio Hasegawa            | 8 de novembro de 2006   | [ 97 ] [ 101 ]  |
| Combinando sua corrida junto com a de Hiruma, Sena é finalmente capaz de marcar um touchdown. Enquanto isso, no hospital, o pai de Musashi diz para ele retornar aos Devil Bats. Encorajado também pelos seus colegas de trabalho. | |                               |                   |                                               |                         |                 |
| 83 | "O Tempo que Começou a se Mover" "Ugokidashita jikan (動き出した時間)"                                                | Michita Shiraishi             | Nobuaki Kishima   | Yasuhide Maruyama                             | 15 de novembro de 2006  | [ 97 ] [ 102 ]  |
| Musashi chega bem na hora e marca um field goal de 45 jardas, e agora Deimon está atrás apenas por onze pontos. No final do episódio, surge um vento forte, que confunde os jogadores. | |                               |                   |                                               |                         |                 |
| 84 | "O Demônio na Tempestade" "Arashi no naka no akuma (嵐の中の悪魔)"                                                    | Shuichi Hirokawa              | Nobuaki Kishima   | Yoshito Miki                                  | 22 de novembro de 2006  | [ 97 ] [ 103 ]  |
| Com a velocidade do vento aumentando, passar é impossível e Deimon não tem outra escolha a não ser deixar Sena correr. Mas usando as habilidades de recepção de Monta, e a técnica Devil Laser Bullet, Deimon marca um touchdown. | |                               |                   |                                               |                         |                 |
| 85 | "O Homem qu era Amado por Deus" "Kami ni aisareta otoko (神に愛された男)"                                             | Yoshiaki Tsutsui              | Toshifumi Kawase  | Ryotaro Akao                                  | 29 de novembro de 2006  | [ 97 ] [ 104 ]  |
| Taki começa a causar problemas para os Devil Bats no terceiro quarto contra o Spiders. Atrás por treze pontos, Hiruma não quer brincadeira e o manda para o banco. Taki foge para o vestiário e só volta depois de Musashi dizer a ele algumas verdades, depois de voltar ao campo Musashi diz para ele lutar da sua própria maneira, e usando sua flexibilidade Taki para Akaba, o que permite que Sena marque um touchdown. E o placar é agora de 36 a 29 para o Bando. | |                               |                   |                                               |                         |                 |
| 86 | "Tempo Esgotado da Luz e das Sombras" "Hikari to kage no taimu appu (光と影のタイムアップ)"                           | Takeshi Ushigusa              | Nobuaki Kishima   | Hirotaka Kato                                 | 6 de dezembro de 2006   | [ 97 ] [ 105 ]  |
| Com quatro minutos de jogo restante, e depois de converter o ponto extra o placar é 36 a 30 para o Bando. Sena consegue marcar um touchdown atravessando o campo todo usando o Devilbat Ghost. Em 36 a 36, Deimon consegue a virada após Musashi converter o ponto extra. | |                               |                   |                                               |                         |                 |
| 87 | "Os Guerreiros Mais Fortes de Tóquio!!" "Tōkyō saikyō no senshi-tachi!! (東京最強の戦士達!!)"                         | Toshiaki Kanbara              | Rika Nakase       | Satoshi Kitahara                              | 13 de dezembro de 2006  | [ 97 ] [ 106 ]  |
| Deimon derrotou o Bando e eles vão para o Torneio de Kanto, onde os campeões colegiais das províncias de Kanto competem para decidirem quem irá para o Torneio de Natal. Na cerimônia de premiação, os melhores jogadores são escolhidos. Os jogadores defensivos são: Shin (Oujou), Kakei (Poseidon), Habashira (Chameleons), Buffalo Ushijima (Wild Gunmen), e Ootawara (Oujou). Os jogadores ofensivos são: Mizumachi (Poseidon), Onihei (Hashiratani), Kurita (Deimon), Kotaro (Bando Spiders), Tetsuma (Wild Gunmen), Sakuraba (Oujou), Akaba Hayato (Bando Spiders), Kid (Wild Gunmen), Riku (Wild Gunmen) e Sena (Deimon). Shin ganhou o prêmio de MVP. | |                               |                   |                                               |                         |                 |
| 88 | "O Show do Intervalo da Deimon" "Deimon hāfutaimu shō (泥門ハーフタイムショー)"                                       | Yoshitaka Makino              | Atsushi Maekawa   | Masakuni Kaneko                               | 20 de dezembro de 2006  | [ 97 ] [ 107 ]  |
| O "show do intervalo" são várias histórias curtas e engraçadas. E no fim do episódio Hiruma aparece com um helicóptero que levará os Devil Bats para os EUA. | |                               |                   |                                               |                         |                 |
| 89 | "Começa! A Copa das Rosquinhas!!" "Kaimaku! Shūkurīmu kappu!! (開幕! シュークリームカップ!!)"                         | Koichiro Kuroda               | Nobuaki Kishima   | Michitaka Yamamoto Michio Hasegawa            | 4 de janeiro de 2007    | [ 97 ] [ 108 ]  |
| A Copa das Rosquinhas é um torneio nos Estados Unidos, onde quatro equipes representando diferentes continentes se enfrentam. Representando a Europa são os Northern Light Blizzards, representado a Ásia os Deimon Devil Bats, as Américas são representadas pelo Nasa Shuttles e a África é representada pelos Savanna Survivors. Os Blizzards jogam contra os Shuttles e vencem por 31 a 14. | |                               |                   |                                               |                         |                 |
| 90 | "Um novo desafio" "Aratanaru shiren (新たなる試練)"                                                                   | Takahiro Natori               | Rika Nakase       | Hiroyuki Kaidou                               | 10 de janeiro de 2007   | [ 97 ] [ 109 ]  |
| Os jogadores do Nasa Shuttles são separados e o time desfeito em função de uma aposta entre Apollo e Morgan. Hiruma dá uma tarefa (Death Climb) a cada um (ou a cada grupo) dos Devil Bats, para eles melhorarem suas técnicas e serem campeões do torneio. Panther, Monta e Sena disputam uma partida entre a rua 35 e 36 para ajudar Panther a reconquistar o seu amor pelo futebol americano. | |                               |                   |                                               |                         |                 |
| 91 | "Espírito de Luta! Death Climb" "Tōkon! Desu kuraimu (闘魂! デス•クライム)"                                           | Mitsuru Nasukawa              | Ryuta Hourai      | Mitsuru Nasukawa                              | 17 de janeiro de 2007   | [ 97 ] [ 110 ]  |
| Panther promete que irá reunir o time. Enquanto Sena entra em uma academia de Wrestling profissional, a fim de tentar derrotar o Mamoth Atack de Ivan. E Monta joga basquete para poder interceptar o Soyuz Pass de Nikolai Nikolaevich. | |                               |                   |                                               |                         |                 |
| 92 | "Os Três Irmãos do Rancho do Texas" "Tekisasu Bokujō no san kyōdai (テキサス牧場の三兄弟)"                            | Michita Shiraishi             | Toshifumi Kawase  | Yasuhide Maruyama                             | 24 de janeiro de 2007   | [ 111 ] [ 112 ] |
| Yukimitus manda os irmãos Ha-Ha enfrentam um touro, a fim de conseguirem parar a formação roleta russa. Eles dessistem, mas depois de ajudarem três crianças (John, Sally e Tom que se parecem muito com eles) a treinarem futebol americano, eles percebem o que faltava para eles completarem sua nova técnica: Ha-Ha Triple Attack. | |                               |                   |                                               |                         |                 |
| 93 | "O grito de amizade" "Yūjō no ēru (友情のエール)"                                                                     | Shuichi Hirokawa              | Nobuaki Kishima   | Kazumi Kobayashi                              | 31 de janeiro de 2007   | [ 111 ] [ 113 ] |
| Começa o jogo Devil Bats vs Savanna Survivors. No final, os Devil Bats vencem por 28 a 0. Depois de ver os Devil Bats jogarem, Panther, Homer, e os outros decidem trazer de volta o treinador Apollo. | |                               |                   |                                               |                         |                 |
| 94 | "A Arma Secreta Prateada" "Hakugin no himitsu heiki (白銀の秘密兵器)"                                                 | Yoshiaki Tsutsui              | Nobuaki Kishima   | Ryotaro Akao                                  | 7 de fevereiro de 2007  | [ 111 ] [ 114 ] |
| Começa o jogo Devil Bats vs Nothern Light Blizzards. Está 17 a 0 para os Devil Bats após a primeira metade, então os Blizzards enviam sua arma secreta Owan Ivanov que deixa Sena inconsciente com seu Screw Attack. Enquanto isso, os Nasa Shuttles tentam convencer Apollo para que ele volte à equipe. | |                               |                   |                                               |                         |                 |
| 95 | "Passe Através da Tempestade de Neve" "Fubuki no kabe o buchi yabure (吹雪の壁をぶちやぶれ)"                          | Takeshi Ushigusa              | Nobuaki Kishima   | Nobuyuki Tokinaga                             | 14 de fevereiro de 2007 | [ 111 ] [ 115 ] |
| Deimon está ganhando por 17 a 0, mas depois que Sena sai machucado, os Blizzard marcam 21 pontos e assumem a liderança. Os jogadores da Deimon começam a perder a fé em si mesmos. Depois de Hiruma dizer que eles não podem só depender de Sena eles conseguem manter o placar, que só muda após Sena recobrar a consciência e conseguir derrotar os irmãos gêmeos Ivan e Owan Ivanov e marcar um touchdown. O placar final é 24 a 21 para Deimon. Após o jogo Apollo retorna ao time e muda novamente o nome do time de Nasa Shuttles para Nasa Aliens . | |                               |                   |                                               |                         |                 |
| 96 | "Agora! Para o Encontro de Kanto!" "Iza! Kantō taikai e! (いざ! 関東大会へ!)"                                         | Takeshi Ushigusa              | Nobuaki Kishima   | Hirotaka Kato                                 | 21 de fevereiro de 2007 | [ 111 ] [ 116 ] |
| Mamori acha um álbum de fotos e começar a relembrar o que os Devil Bats tiveram que passar durante o Torneio de Outono até conseguirem a classificação para o Torneio de Kanto. | |                               |                   |                                               |                         |                 |
| 97 | "Adeus, Onihei" "Saraba Onihei (さらば鬼兵)"                                                                          | Junichi Yokoyama              | Atsushi Maekawa   | Satoru Minowa Kazuhiko Ishii                  | 28 de fevereiro de 2007 | [ 111 ] [ 117 ] |
| Hiruma diz que os Devil Bats disputarão alguns jogos treinos (Death Games), para se preparem para o Torneio de Kanto, e caso eles percam abdicarão de sua participação no torneio. O primeiro jogo é contra os Hashiratani Deers e Kurita tem de superar seu ídolo Onihei que fará seu último jogo de futebol americano. | |                               |                   |                                               |                         |                 |
| 98 | "O Contra-Ataque do Camaleão!" "Kamereon no gyakushū! (カメレオンの逆襲!)"                                            | Koichiro Kuroda               | Toshifumi Kawase  | Michio Hasegawa                               | 7 de março de 2007      | [ 111 ] [ 118 ] |
| O segundo jogo do Death Game é contra os Zokugaku Chameleons e os Devil Bats só irão jogar com jogadores do primeiro ano. | |                               |                   |                                               |                         |                 |
| 99 | "Festival Escolar da Deimon!!" "Deimon kōkō gakuen saidaa!! (泥門高校学園祭だァ!!)"                                   | Mitsuru Nasukawa              | Ryuta Horai       | Mitsuru Nasukawa                              | 21 de março de 2007     | [ 111 ] [ 119 ] |
| Está sendo realizado um festival escolar, onde está sendo realizado um grande concurso. Todos decidem não participar, já que Hiruma provavelmente ganhará, mas agora, Hiruma não está jogando. A equipe se divide em grupos com três pessoas cada (Sena, Suzuna e Omosadake; Monta, Mamori e Kurita; Kuroki, e duas cheerleaders; Ishimaru, Yukimitsu e Komusubi; Togano, Musashi e Taki; Jumonji, Cerberus e Butaberus). Todos tentam superar uns aos outros, mas ao mesmo tempo, pela primeira vez, Sena está gostando do festival, onde ele não é mais tratado como um "fazedor de favores". | |                               |                   |                                               |                         |                 |
| 100 | "A Corrente Invisível" "Mienai kusari (見えない鎖)"                                                                   | Toshiaki Kanbara              | Nobuaki Kishima   | Chang Pyo Hong                                | 28 de março de 2007     | [ 111 ] [ 120 ] |
| Sena começa a ter pesadelos sobre futebol americano. Hiruma dá à equipe uma pausa para descansarem. Riku convida Sena para assistir ao treino dos Ojou White Knights. Shin e Sakuraba estão treinando na floresta, Sena e Riku vão atrás deles. Sena se perde e é salvo de um urso por Shin, que diz a Sena, que ele está enfrentando a pressão de ter que ganhar o jogo e que ele deve aliviá-la através de treinamento para ganhar confiança em suas habilidades. Agora Sena é capaz de relaxar. | |                               |                   |                                               |                         |                 |
| 101 | "O Mais Forte dos Males" "Saikyō no aku (最強の悪)"                                                                   | Yoshitaka Makino              | Rika Nakase       | Masakuni Kaneko                               | 11 de abril de 2007     | [ 111 ] [ 121 ] |
| Os campeões regionais vão a um lugar está sendo realizado um sorteio que decidirá quais equipes se enfrentarão. Deimon é colocado contra Shinryuji; Oujou contra Sado e do outro lado da chave Seibu contra Misaki; Hakushu contra Tayou. Poseidon e Shinryuji se enfrentam e um jogo amistos em que Shinryuji ganha. Agon após o jogo diz que a equipe Poseidon é um lixo. Mizumachi tenta acertar Agon, mas não consegue e o seu ombro é deslocado por ele. | |                               |                   |                                               |                         |                 |
| 102 | "Supere Seus Medos" "Osore wo koete (「怖れ」を越えて)"                                                               | Michita Shiraishi             | Rika Nakase       | Yasuhide Maruyama                             | 18 de abril de 2007     | [ 111 ] [ 122 ] |
| Sena, Monta e Suzana vão visitar Mizumachi no hospital. Quando Kakei diz que Mizumachi não poderia derrotar Agon, ele ouve e foge. Sena encontra-o chorando e eles conversam. Mizumachi diz que tem medo de Agon e Sena diz que ele também, mas ele diz que ama o futebol americano por isso ele continuará a jogar. Mizumachi percebe que ele ficou com medo do futebol e desafia Sena a superá-lo. | |                               |                   |                                               |                         |                 |
| 103 | "O Bloqueio Duplo Invencível" "Teppeki no daburu sutoppā (鉄壁のダブルストッパー)"                                    | Shuichi Hirokawa              | Rika Nakase       | Kazumi Kobayashi                              | 25 de abril de 2007     | [ 111 ] [ 123 ] |
| Agora começa o terceiro Death Game que é contra a junção de duas equipes: Bando Spiders e Kyoshin Poseidon. Kakei e Akaba formam um bloqueio quase invencível que Sena tem de superar. | |                               |                   |                                               |                         |                 |
| 104 | "A falta de um line" "Hitotsu kaketa rain (一つ欠けたライン)"                                                         | Katsumi Ono                   | Toshifumi Kawase  | Ryotaro Akao                                  | 2 de maio de 2007       | [ 111 ] [ 124 ] |
| O quarto Death Game é contra o Sphinx Taiyou, Deimon fica desfalcada após Jumonji ser preso por espancar alguns punks que estavam assediando uma menina. Mamoru Banba o capitão do Sphinx declara que se eles perderem também irão desistir de ir ao Torneio de Kanto, no entanto, o jogo termina em um empate 7 a 7 depois de Jumonji chegar atrasado , completando a linha da Deimon e abrindo um buraco para a Sena marcar um touchdown. | |                               |                   |                                               |                         |                 |
| 105 | "O Último Death Game" "Saigo no desu gēmu (最後のデス•ゲーム)"                                                        | Takeshi Ushigusa              | Atsushi Maekawa   | Nobuyuki Tokinaga                             | 9 de maio de 2007       | [ 125 ] [ 126 ] |
| O último Death Game será Deimon vs Nasa Aliens. Eles usam todas suas habilidades adquiridas durante a Death Climb e o jogo termina com o impressionante resultado de 84 a 77 para Deimon. | |                               |                   |                                               |                         |                 |
| 106 | "O Deus Demônio Kongou Agon!" "Kishin Kongou Agon (鬼神•金剛阿含)"                                                    | Koichiro Kuroda               | Rika Nakase       | Michio Hasegawa                               | 16 de maio de 2007      | [ 125 ] [ 127 ] |
| Riko Kumabukuro entrevista Hiruma e Agon em certa parte da entrevista Riko pergunta qual a qualidade mais important para um jogador de futebol americano e Agon diz"talento" e diz que o time perfeito seria "um time com onze de mim" e Hiruma zomba dele dizendo "um time com onze pessoas iguais me diga algo mais fácil de se derrotar", depois disso Agon fica bravo. Após a entrevista, Sena enfrenta Agon para proteger Mamori. | |                               |                   |                                               |                         |                 |
| 107 | "Shinryuji é o Inimigo" "Teki wa shinryūji ni ari (敵は神龍寺にあり)"                                                 | Toshiaki Kanbara              | Nobuaki Kishima   | Chang Pyo Hong Seung Uk Yu                    | 30 de maio de 2007      | [ 125 ] [ 128 ] |
| Kurita fica com medo de Shinryuji antes do jogo e acaba ficando doente, então ele conta sobre seu envolvimento, assim como o de Hiruma e Musashi com Shinryuji. | |                               |                   |                                               |                         |                 |
| 108 | "O Detetive Sena!?" "Meitantei Sena!? (名探偵セナ!?)"                                                                 | Mitsuru Nasukawa              | Ryuta Horai       | Mitsuru Nasukawa                              | 6 de junho de 2007      | [ 125 ] [ 129 ] |
| Os Devil Bats recebem uma noite em um cruzeiro de Doburoku para relaxarem antes do jogo. Quando chega a hora do jantar, alguém come seus jantares. Sena é encarregado de descobrir quem fez isso. Em seguida, ocorre um apagão, quando a energia foi restaurada, a bagagem de Mamori havia sumido e Monta raptado. Sena vê alguém correndo e persegue essa pessoa. Acontece que era Shin e os Oujou White Knights que também estavam no barco. O jantar foi comido por Otawara, Shin causou o apagão, a bagagem nunca foi roubada e Monta foi confundido com um macaco e colocado em uma gaiola. | |                               |                   |                                               |                         |                 |
| 109 | "Talento na Recepção!" "Kyacchi no sainō (キャッチの才能)"                                                            | Michita Shiraishi             | Atsushi Maekawa   | Yasuhide Maruyama                             | 13 de junho de 2007     | [ 125 ] [ 130 ] |
| Monta e Ikkyu se tornam amigos e descobrem que ambos são fãs de Masaru Honjou, depois de se desentenderem Monta desafia Ikkyu para uma batalha de receivers. Monta perde, mas promete a Ikkyu que vencerá da próxima vez com 100% de esforço (O lema de Masaru era "No beisebol você precisa de 99% de esforço e 1% de talento). | |                               |                   |                                               |                         |                 |
| 110 | "Uma Barreira Chamada Talento" "Sainō no kabe (才能の壁)"                                                             | Yoshitaka Makino              | Toshifumi Kawase  | Gen Takase                                    | 20 de junho de 2007     | [ 125 ] [ 131 ] |
| Unsui explica a Sena e aos outros porque ele treina tão arduamente. É para proteger Agon, seu irmão mais novo, e impedir que ele arrisque sua carreira como jogador o afastando de problemas como assaltos e brigas. Seu objetivo na vida é tornar Agon o jogador nº1 no futebol americano. | |                               |                   |                                               |                         |                 |
| 111 | "Adiante! Devil Bats!" "Shutsujin! Debiru battsu (出陣! デビルバッツ!)"                                               | Shuichi Hirokawa              | Nobuaki Kishima   | Kazumi Kobayashi                              | 27 de junho de 2007     | [ 125 ] [ 132 ] |
| O jogo contra Shinryuji se aproxima. Doburoku diz a Yukimistu que ele irá participar neste jogo, para a alegria da equipe. Na escola Shinryuji, seu treinador mostra-lhes as informações que têm sobre os Devil Bats em uma cachoeira como tela de projeção, quando Agon chega e diz que irá esmagar todos, especialmente Hiruma. Quando Sena aparece na tela, ele de repente joga um dos calouros na cachoeira, e acrescenta: "E esse pedaço de lixo também." Naquele momento, Sena estremece porque de repente tem um mau pressentimento. Mais tarde naquela noite, Suzuna envia uma mensagem a Sena, perguntando se ele está com medo. Sena responde que não e simplesmente não pode acreditar até onde eles chegaram. Suzuna lhe pergunta se este é seu objetivo, e Sena responde: "Não. O nosso objetivo é somente o Torneio de Natal, por isso vamos ganhar do Shinryuji, com certeza!" Com isso dito, Suzuna sorri, dizendo que irá estar atrás dele, a cada passo do caminho. | |                               |                   |                                               |                         |                 |
| 112 | "Demônio vs Deus Demônio!" "Akuma basasu Kishin! (悪魔vs鬼神!)"                                                       | Takeshi Ushigusa              | Nobuaki Kishima   | Nobuyuki Tokinaga                             | 4 de julho de 2007      | [ 125 ] [ 133 ] |
| O jogo começa. Agon revela ser imparável, mesmo para Hiruma. Agon e Unsui mostram a sua melhor técnica por causa da provocação de Hiruma. O Dragonfly é um movimento onde Agon e Unsui são o quarterback e o wide receiver ao mesmo tempo um dos dois avança enquanto o outro recebe a bola. Isso confunde Deimon sobre quem passará a bola para quem. | |                               |                   |                                               |                         |                 |
| 113 | "O 12.º Atleta" "Jū ni hitome asurīto (12人目のアスリート)"                                                           | Naoki Hishikawa               | Nobuaki Kishima   | Ryotaro Akao                                  | 11 de julho de 2007     | [ 125 ] [ 134 ] |
| A primeira metade termina em 32 a 0, com Shinryuji na liderança. A segunda metade começa após Hiruma dizer a equipe para desistirem e tentarem não se machucar. A equipe percebe que Hiruma nunca desistiria e estão certos, Mamori informa a Hiruma que eles estão recuando por conta dos chutes de Musashi então Hiruma vê aí uma chance, mas se eles mudassem a estratégia Shinryuji iria perceber então ele arisca tudo dizendo isso, e Musashi faz um onside kick. Eles pegam a bola e Yukimitsu entra no jogo. Yukimitsu sabe onde Hiruma vai jogar a bola; este movimento é chamado de Option Route, onde Hiruma escolhe o melhor lugar para jogar a bola. Yukimitsu pega e Deimon marca seu primeiro touchdown. | |                               |                   |                                               |                         |                 |
| 114 | "Poder medíocre" "Bonsai no chikara (凡才の力)"                                                                       | Koichiro Kuroda               | Rika Nakase       | Michio Hasegawa                               | 18 de julho de 2007     | [ 125 ] [ 135 ] |
| Hiruma diz a Sena que ele tem que tentar fazer blitzes em Agon a cada jogada, mas isto não funciona. Uma vez, quando Agon está prestes a passar a bola, ele diz que o joguinho deles acabou (o sonho de ir ao Torneio de Natal), o que faz Sena ficar furioso, ao ponto dele se esquecer de que ele está em um jogo e saltar para atacar Agon, que se esquiva e fica um pouco abalado. Depois de um tempo, Shinryuji vai com uma corrida, que na realidade é uma armadilha. Sanzo dá um passe para trás para Agon então Sena corre para bola e consegue desviá-la. Todos pulam em cima a bola e Jumonji consegue ficar com ela, graças a Kurita. Ele corre com a bola, Agon alcança-o e o agarra. Jumonji, percebendo o que Sena teve que passar, usa todas suas forças e arrasta Agon junto para a end zone. Parece que tudo vai ficar bem, mas depois as pernas de Sena começam a doer e Doburoku tem que esfria-las com um pano gelado.                                            | |                               |                   |                                               |                         |                 |
| 115 | "O Número um em Risco" "Nanbā wan o kakete (ナンバーワンを懸けて)"                                                    | Toshiaki Kanbara              | Toshifumi Kawase  | Chang Pyo Hong Seung Uk Yu                    | 25 de julho de 2007     | [ 125 ] [ 136 ] |
| Shin comenta que, apesar de cada jogador da Deimon não ser muito bom, como um time já são considerados os mais fortes em Kanto, insinuando o resultado do jogo. No jogo, Monta ganha de Ikyuu em uma batalha aérea e marca um touchdown pegando com sucesso um passe longo. Ikkyu finalmente admite que Monta possa ser seu rival, mas afirma que o "número um" em Kanto ainda é ele. Agon mostra sua verdadeira força imitando o Devilbat Ghost de Sena e passando por ele, mostrando o seu dom natural, em comparação com Sena, que tinha completado o movimento através de um treinamento intensivo. O joelho de Sena começa a doer depois de ele ter usado o Devilbat Ghost muitas vezes, o que causou uma briga (encenada) entre Hiruma e Musashi sobre o futuro dele com um esportista. Na jogada seguinte, Eyeshield 21 rouba a bola de Unsui, ignorando o prodígio Agon. | |                               |                   |                                               |                         |                 |
| 116 | "A Determinação de um Guerreiro" "Senshi no ishi (戦士の意志)"                                                        | Mitsuru Nasukawa              | Nobuaki Kishima   | Mitsuru Nasukawa                              | 8 de agosto de 2007     | [ 125 ] [ 137 ] |
| Sena está prestes a marcar um touchdown quando Agon entra em seu caminho. Agon está prestes a derrubar Sena, mas, quando de repente Agon insulta os sonhos dos Devil Bats de irem para o torneio de Natal, Sena se enfurece, e tenta atacar Agon. Agon bate no braço de Sena e o impede, e depois tenta parar Sena, que usa o Devilbat Ghost para escapar. Agon persegue Sena, que de repente percebe que o impulso de velocidade sobrehumana não irá funcionar se Agon não puder ver, então ele empurra para baixo o capacete de Agon em seu ponto cego. Sena bate a cabeça de Agon no chão e marca um touchdown, e agora o placar é 35 a 28. | |                               |                   |                                               |                         |                 |
| 117 | "Tempo Restante: Zero" "Taimu auto zero (タイムアウト•ゼロ)"                                                          | Shin Katagai                  | Ryuta Horai       | Shuji Maruyama                                | 22 de agosto de 2007    | [ 125 ] [ 138 ] |
| Ainda restam 58 segundos com o placar em 35 a 28, com Shinryuuji na liderança. Deimon deve marcar um touchdown nesses 58 segundos para ganhar. Depois de ganhar um curto espaço de jardas fazendo spikes (joga onde o quarterback joga a bola intencionalmente no chão para parar o relógio), Hiruma faz um passe longo para Monta. Monta pega com 4 segundos restantes, mas é derrubado por Agon a 20 metros do gol. O tempo chega a zero e Deimon perde. | |                               |                   |                                               |                         |                 |
| 118 | "O Huddle sem Respostas" "Kotaenaki hadoru (答えなきハドル)"                                                          | Michita Shiraishi             | Atsushi Maekawa   | Yasuhide Maruyama                             | 29 de agosto de 2007    | [ 139 ] [ 140 ] |
| Acontece que antes de Monta ser derrubado, ele estendeu a mão e agarrou a grama fora de campo então foi dado bola fora e por isso ainda restam 4 segundos. Dentro desses 4 segundos, Hiruma distrai a outra equipe, pedindo para a platéia gritar. E a bola vai diretamente para Sena. Ele corre, mas Agon entra em seu caminho. Sena, em seguida, joga a bola para cima e Hiruma pega e marca um touchdown, deixando Agon para trás. A pontuação é agora 35 a 34. Agora touchdowns valem dois pontos e field goals valem um. Sem chance de vencer na prorrogação, eles devem marcar um touchdown na última jogada. Hiruma toma a bola e corre para a linha de defesa de Shinryuuji. Ele joga a bola no ar e depois de Kurita derrubar Agon, Ikkyu e mais dois jogadores, Sena pega a bola e marca um touchdown e eles ganham o jogo por 36 a 35. | |                               |                   |                                               |                         |                 |
| 119 | "As Consequências da Batalha" "Shito no hateni (死闘の果てに)"                                                        | Yoshitaka Makino              | Rika Nakase       | Gen Takase                                    | 5 de setembro de 2007   | [ 139 ] [ 141 ] |
| Depois de ganharem o jogo, os jogadores se alinham para se cumprimentarem. Agon se recusa a acreditar que ele perdeu e está prestes a atacar Hiruma, mas Unsui soca Agon e assume a culpa pela derrota de sua equipe. Agon se acalma e diz que derrotará Deimon na próxima primavera. Quase todos os jogadores da Deimon comemoram sua vitória com uma festa enquanto Hiruma dorme após ele ficar esgotado por conta do jogo. | |                               |                   |                                               |                         |                 |
| 120 | "Classe de Super Bestas! Dinosaurs!!" "Chōdokyū! Dainasōzu!! (超弩級! ダイナソーズ!!)"                                | Shuichi Hirokawa              | Toshifumi Kawase  | Yumenosuke Tokuda                             | 12 de setembro de 2007  | [ 139 ] [ 142 ] |
| Os Hakushu Dinosaurs estão indo jogar contra Taiyou Sphinx. Deimon vem ao estádio para assistir ao jogo. Na entrada Maruko revela seu jogador estrela, Gao, para Sphinx e diz que eles irão perder. No jogo o Sphinx assume a liderança no placar, 21 a 0, até Gao entrar, quando o jogo termina o placar é de 28 a 21 e como todos os jogadores da equipe do Sphinx estão feridos (menos Harao) eles são forçados a desistir. | |                               |                   |                                               |                         |                 |
| 121 | "Campo de Batalha dos Lobos" "Ōkami no senjō (狼の戦場)"                                                              | Naoki Hishikawa               | Nobuaki Kishima   | Ryotaro Akao                                  | 19 de setembro de 2007  | [ 139 ] [ 143 ] |
| Depois do jogo um dos torcedores diz que Banba é um lixo e Gao fica bravo (pois Banba lutou bravamente para proteger Harao) e destrói parte da arquibancada mostrando toda sua força. Antes do jogo Seibu Wild Gunmne vs Misaki Wolves, o jogador de pernas longas do Wolves, Taiga Kamiya, zomba de Riku e diz ser Sena seu rival já que eles ganharão de Seibu. Acontece que ele não é só conversa, e como resultado, Riku perde a calma. No jogo os Wolves tem o placar de 14 a 0 a seu favor. | |                               |                   |                                               |                         |                 |
| 122 | "Rodeo Drive Stampede" "Rodeo doraibu sutanpīdo (ロデオドライブ•スタンピード)"                                        | Takeshi Ushigusa              | Nobuaki Kishima   | Nobuyuki Tokinaga                             | 26 de setembro de 2007  | [ 139 ] [ 144 ] |
| Riku perde a calma e se irrita com Taiga. Isso coloca o time todo em frustração. Tranquilizado por seus colegas (incluindoTetsuma que está muito doente com um resfriado), Riku recupera a calma e retorna ao campo e mostra sua técnica aperfeiçoada: Rodeo Drive Stampede. O jogo termina com o placar de 48 a 21 para Seibu. | |                               |                   |                                               |                         |                 |
| 123 | "O Cavaleiro Sem Pontos Fracos" "Shikaku naki kishi (死角なき騎士)"                                                   | Shin Katagai                  | Ryuta Horai       | Shuji Maruyama                                | 3 de outubro de 2007    | [ 139 ] [ 145 ] |
| Como uma celebração de seus progressos, Mamori decide comprar chuteiras novas para Sena e Riku. Em seu caminho para encontrá-los, Riku encontra Shin, que pede para ele que o ensine a técnica de corrida do Rodeo Drive. | |                               |                   |                                               |                         |                 |
| 124 | "A Lança Suprema!!" "Kyūkyoku no yari!! (究極の槍!!)"                                                                 | Koichiro Kuroda               | Nobuaki Kishima   | Michio Hasegawa                               | 17 de outubro de 2007   | [ 146 ] [ 147 ] |
| Oujou White Knights vs Sado Strong Golems. Os corpos fortes como de pedra dos Golems são um problema para Oujou, mas Shin revela a versão "completa" do Spear Tackle, o Trident Tackle. Oujo ganha por 42 a 0. No final o pai de Hiruma liga para ele e diz que ele esperou por Hiruma em seu local de encontro, mas ele não veio. Seu pai diz que ele está triste, por ele não poder ver Hiruma no Torneio de Natal já que ele tem que sair do Japão. Antes de ele terminar de falar, Hiruma desliga e joga para longe seu celular. | |                               |                   |                                               |                         |                 |
| 125 | "Festival Escolar dos Oujou!!" "Ōjō kōkō gakuen saidaa!! (王城高校学園祭だァ!!)"                                      | Mitsuru Nasukawa              | Toshifumi Kawase  | Mitsuru Nasukawa                              | 24 de outubro de 2007   | [ 146 ] [ 148 ] |
| Hiruma e o resto da equipe vão para espionar Oujou no seu festival escolar para saber mais sobre a nova técnica dos Oujou, Ballista, mas todos da de equipe exceto Hiruma, Kurita e Musashi acabam participando de um desafio de perguntas e respostas. | |                               |                   |                                               |                         |                 |
| 126 | "O Juramento para se Tornar um Ás" "Ēsu e no chikai (エースへの誓い)"                                                 | Toshiaki Kanbara              | Rika Nakase       | Chang Pyo Hong Zhong Dian Lee                 | 31 de outubro de 2007   | [ 146 ] [ 149 ] |
| Torakichi percebe que Sakuraba não é o ás de Oujou. Ele fica triste á beira de um rio até Sena e os outros irerm animá-lo. Ele volta e fala com Sakuraba, que diz que não será o ás até que ele seja melhor do que Shin e é por isso que ele treina muito. O garoto lhe oferece uma munhequeira e ele pede para Sakuraba usá-la no jogo contra Deimon. | |                               |                   |                                               |                         |                 |
| 127 | "Tudo, Pela Vitória" "Tada, shōri no tame ni (ただ、勝利のために)"                                                    | Michita Shiraishi             | Kenichi Yamashita | Yasuhide Maruyama                             | 7 de novembro de 2007   | [ 146 ] [ 150 ] |
| Três dias antes do jogo entre Deimon e Oujou, Hiruma leva a equipe em um helicóptero para fazê-los lembrarem sobre onde as linhas de defesa dos White Knights são mais fracas. Doburoku faz os jogadores usarem máscaras que reduzem muito o oxigênio, o que permitirá aumentar significativamente suas resistências durante o jogo. Os treinadores de Deimon e Oujou se encontram no campo onde o jogo acontecerá e Doburoku despeja sake sobre a grama para purificar o campo para o próximo jogo. | |                               |                   |                                               |                         |                 |
| 128 | "Demônio vs o Homem da Velocidade da Luz" "Akuma basasu kōsoku no otoko (悪魔vs光速の男)"                             | Shigeru Yamazaki              | Ryuta Horai       | Gen Takase                                    | 14 de novembro de 2007  | [ 146 ] [ 151 ] |
| Shin, Sakuraba, Sena e Monta são entrevistados no dia anterior a partida. Hiruma, depois de ter arremessado 500 passes descobre que tem uma precisão de 96% e relembra o jogo contra os White Knights em que eles perderam por 99 a 0. Sena treina com Hiruma e descobre que sua corrida é tão obvia e que há uma fração de segundos para que seus adversários possam parar o Devilbat Ghost, assim como Hiruma fez. | |                               |                   |                                               |                         |                 |
| 129 | "Um Desafio à Realeza" "Ōja e no chōsen (王者への挑戦)"                                                               | Shuichi Hirokawa              | Nobuaki Kishima   | Yumenosuke Tokuda                             | 21 de novembro de 2007  | [ 146 ] [ 152 ] |
| Chegou o dia que os White Knights e Devil Bats irão se enfrentar. Está chovendo bastante e Deimon vai começar no ataque. Finalmente Ikari vai fazer seu jogo de estréia, ele é tão forte que quebra uma corrente usando apenas força bruta. Sakuraba está totalmente sério quanto a tentar tomar o título de ás de Shin. | |                               |                   |                                               |                         |                 |
| 130 | "O Início da Fanfarra" "Kaisen no fnfāre (開戦のファンファーレ)"                                                      | Shin Katagai                  | Kenichi Yamashita | Shuji Maruyama                                | 28 de novembro de 2007  | [ 146 ] [ 153 ] |
| A partida entre Deimon e Oujou começou, Deimon ataca primeiro. Hiruma pensou em um plano para que Sena pudesse pegar o kickoff. Sena pega a bola e corre, mas é parado pela linha de Oujou. Na segunda tentativa ele passa, mas depois é bloqueado por Ootawara. Na terceira tentativa a linha de Deimon cria uma estratégia para parar a linha de Oujou e Sena passa por Ootawara com o Devilbat Ghost. E agora Shin aparece em seu caminho e para o Devilbat Ghost com seu Trident Tackle (combinação das técnicas Rodeo Drive e Spear Tackle). | |                               |                   |                                               |                         |                 |
| 131 | "A Ira do Acorrentado" "Ikari no purizun chēn (怒りのプリズンチェーン)"                                               | Naoki Hishikawa               | Toshifumi Kawase  | Nobuyuki Tokinaga                             | 5 de dezembro de 2007   | [ 146 ] [ 154 ] |
| Ikari faz seu jogo de estréia. Ele usa o Prison Chain em Sena e manda-o para fora do campo, mas ele continua a atacar Sena, mesmo quando o árbitro apita. Jumonji defende Sena e ganha um machucado no braço. Takami manda Ikari parar Jumonji que fica assustado a cada vez que isso acontece. Ele conta que teve uma má experiência com Ikari no ensino médio. Ele é incentivado por seu pai, o que o ajuda a derrotar Ikari e a Deimon avançar seu primeiro down. | |                               |                   |                                               |                         |                 |
| 132 | "O Cavaleiro que Comanda os Céus" "Sora wo seisuru kishi (空を制する騎士)"                                            | Yoshitaka Makino              | Rika Nakase       | Masakuni Kaneko                               | 12 de dezembro de 2007  | [ 146 ] [ 155 ] |
| Monta pega todos os passes de Hiruma. Os White Knights estão em uma má situação. Sakuraba pergunta se ele pode jogar, mas ele não tem permissão porque ele será muito importante na segunda metade. Hiruma decide usar a formação Shotgun dos Gunmen contra Oujou. Depois de uma jogada de Monta contra um jogador alto de Oujou (e Monta se sair bem sucedido), Sakuraba com o apoio de Shin finalmente obtém permissão do treinador para poder jogar na defesa. Ele começa a interceptar e impedir Monta de receber passes. | |                               |                   |                                               |                         |                 |
| 133 | "A Balista do Reino" "Ōkoku no barisuta (王国の巨大弓)"                                                               | Katsumi Ono                   | Ryuta Horai       | Ryotaro Akao                                  | 19 de dezembro de 2007  | [ 146 ] [ 156 ] |
| Os Devil Bats estão em seu quarto down e a 40 metros de distância da meta. Musashi chuta a bola. Ela atinge o objetivo e vai dentro. Agora Oujou está na ofensiva. Takami diz que eles vão atacar pelo meio. Usando a Ballista, Shin corre na direção oposta, em seguida, rompe a linha defensiva (levantando Kurita). Oujou ganha seu primeiro down. | |                               |                   |                                               |                         |                 |
| 134 | "A Barreira Invencível" "Muteki no jōsai (無敵の城塞)"                                                                | Koichiro Kuroda               | Nobuaki Kishima   | Michio Hasegawa                               | 4 de janeiro de 2008    | [ 157 ] [ 158 ] |
| Takami, mais uma vez diz a Deimon em que direção eles irão ir com a Ballista. Hiruma suspeita que este não seja o Takami de costume, mas parece não descobrir. A jogada começa e como Takami havia dito Shin corre para a direita. Todos os defensores correm para marcá-lo, mas Takami então corre para a esquerda e pretende correr. Como os defensores da Deimons correm para pará-lo, ele usa o Everest Pass tão alto que todo o estádio pensa que Sakuraba não seria capaz de pegá-lo. Monta não consegue parar Sakuraba que para na end zone à espera da bola, mas depois Hiruma aparece e bloqueia Sakuraba. Quando Monta alcança a bola ela de repente muda sua direção para fora do campo. Ainda assim, Sakuraba salta para a bola e pega e encosta um dedo do pé na end zone para um touchdown. Eles vão para um chute, mas Kurita, (que treinou secretamente agachamento) salta para bloquear o chute. Oujou lidera pelo placar de 6 a 3.                                  | |                               |                   |                                               |                         |                 |
| 135 | "O Sobre Humano Inigualável" "Hirui naki chōjin (比類なき超人)"                                                       | Mitsuru Nasukawa              | Kenichi Yamashita | Mitsuru Nasukawa                              | 9 de janeiro de 2008    | [ 157 ] [ 159 ] |
| Shin para o jogo de passes de Deimon forçando-os a usar Sena. Sena tenta passar por Shin com o Devilbat Ghost, mas Shin simplesmente vira-se para detê-lo com o Trident Tackle. No entanto Shin diz que a batalha ainda não acabou, porque Sena ainda não está usando sua velocidade máxima. Sena tenta passar por Shin outra vez usando o Devil Light Hurricane, após ser nomeado por Hiruma para passar por Shin, mas ele de imediato para Sena, agora, também com a mesma velocidade. | |                               |                   |                                               |                         |                 |
| 136 | "O 21 Derrotado" "Haiboku no nijūichi (敗北の「21」)"                                                                 | Michita Shiraishi             | Rika Nakase       | Yasuhide Maruyama                             | 16 de janeiro de 2008   | [ 157 ] [ 160 ] |
| Tendo alcançado a velocidade da luz, Shin se declara o vencedor da batalha entre ele e Sena. Na corrida seguinte Sena perde a bola e Shin faz um touchdown, e agora, o placar é 13 a 3, a favor dos White Knights. Depois de não ser capaz de obter um first down e também sem maneiras de parar Shin, Hiruma faz Mamori editar um vídeo do jogo Shin e diz a todos para não deixarem Oujou marcar outro ponto até chegar p o intervalo. Enquanto Sena descansa, o resto dos Devilbats consegue pegar a bola e passam para trás e Musashi faz um field goal pouco antes do intervalo, e o placar agora é 13 a 6 para Oujou. Hiruma diz a Sena para não se acovardar, pois não há ninguém que é imbatível. | |                               |                   |                                               |                         |                 |
| 137 | "Intervalo do Destino" "Unmei no hāfu taimu (運命のハーフタイム)"                                                     | Toshiaki Kanbara              | Nobuaki Kishima   | Chang Pyo Hong                                | 23 de janeiro de 2008   | [ 157 ] [ 161 ] |
| Hiruma e Mamori analisam as imagens do jogo para encontrarem uma estratégia. Enquanto isso, no vestiário do Oujou, Shin diz que uma diferença de sete pontos não é suficiente, pois Eyeshield 21 é um jogador que melhora muito durante um jogo. Suzuna motiva Sena, e Hiruma descobre uma maneira de derrotar Shin. Ele diz a Sena para empurrar Shin utilizando a força de seu braço. Antes da segundo metade começar, o sol aparece. Depois Hiruma diz que se eles conseguirem ir bem aos primeiros dez minutos o ritmo do jogo virará a seu favor. | |                               |                   |                                               |                         |                 |
| 138 | "O Campo de Batalha Após a Chuva" "Ame agari no chijōsen (雨あがりの地上戦)"                                          | Shigeru Yamazaki              | Nobuaki Kishima   | Gen Takase                                    | 30 de janeiro de 2008   | [ 157 ] [ 162 ] |
| Sena usa um aumento de velocidade para competir em poder com Shin, que o manda para longe com algum esforço, dando a Hiruma a chance de enfrentar o corredor. No entanto, o aumento de velocidade e muitos Devilbat Ghosts na primeira etapa, acabam sendo um fardo para as pernas de Sena. Hiruma diz a ele para continuar jogando, mas para não correr mais, dando-lhe a chance de descansar as pernas, enquanto Musashi bloqueiará. Todos agora estão tão focados em parar Shin, o que é óbvio para Ichiro Takami, mas Hiruma não os impede de ir atrás de Shin. Takami usa o Everest Pass, mas acontece que Monta ainda estava focado em Sakuraba. Sabendo que ele não pode pará-lo, Monta pula para tentar pegar a bola mesmo sem olhar. | |                               |                   |                                               |                         |                 |
| 139 | "A 9999.ª Recepção" "Kyū sen kyū hyaku kyū jū kyū kai no kyacchi (9999回のキャッチ)"                                  | Takeshi Ushigusa              | Kenichi Yamashita | Nobuyuki Tokinaga                             | 6 de fevereiro de 2008  | [ 157 ] [ 163 ] |
| Oujou faz um passe longo. Monta intercepta-o sem se virar para ver a bola. Hiruma diz que Monta não precisa mais ver aonde a bola irá e denomina o movimento de Devil Backfire. Bola da Deimon, Hiruma lança muitos passes e Monta usa o Devil Backfire para pegá-los. Após cinco minutos, com o campo seco Sena é capaz de correr a toda velocidade novamente. Sena e Monta agarram a bola ao mesmo tempo e eles vão girando para marcar um touchdown para Deimon. | |                               |                   |                                               |                         |                 |
| 140 | "Os Dois Ases" "Futai no ēsu (二人のエース)"                                                                          | Yoshitaka Makino              | Ryuta Horai       | Masakuni Kaneko                               | 13 de fevereiro de 2008 | [ 157 ] [ 164 ] |
| Sakuraba tenta fazer o Devil Backfire mas falha e cai de uma grande altura e perde a consciência. Ele tem flashbacks e perde a confiança. Mas, ele acorda com Torakichi gritando e vê-o lutar para se levantar da cadeira de rodas pela primeira vez desde sua internação, Sakuraba retorna ao campo com o espírito renovado. Ele sugere usar uma nova jogada combinada com Shin chamada Sagittarius (Sakuraba recebe um passe curto enquanto Shin bloqueia os adversários). Depois de várias vezes usando o Sagittarius, Sakuraba faz um touchdown, a pontuação é agora 20 a 13. Agon Kongo aparece na arquibancada. | |                               |                   |                                               |                         |                 |
| 141 | "Devil Stun Gun Ativada!" "Debiru sutan gan hatsudō (デビルスタンガン発動!)"                                          | Koichiro Kuroda               | Kenichi Yamashita | Michio Hasegawa                               | 20 de fevereiro de 2008 | [ 157 ] [ 165 ] |
| O placar está 20 a 13, para Oujou, a bola é de Deimon. Quando Shin tenta derrubar Hiruma, Sena aprende a bloquear o Trident Tackle com um novo movimento apelidado por Hiruma como Devil Stun Gun, que é um movimento para derrubar o oponente ou golpear seu braço. Sena utiliza-o e corre para a end zone com Shin bem atrás dele. Ambos correm na mesma velocidade de modo que seria impossível alcançar Sena. Shin pula em direção a Sena e consegue por um dedo no sapato de Sena, derrubando-o. Sena tenta fazer a bola tocar na end zone, mas é derrubado para fora por Sakuraba. A bola pertence à Oujou agora. | |                               |                   |                                               |                         |                 |
| 142 | "As Asas do Diabo" "Akuma no ryōyoku (悪魔の両翼)"                                                                    | Mitsuru Nasukawa              | Nobuaki Kishima   | Mitsuru Nasukawa                              | 27 de fevereiro de 2008 | [ 157 ] [ 166 ] |
| Deimon marca um safety, fazendo com que a pontuação seja agora de 20 a 15 e a posse de bola da equipe Deimon. Yukimitsu desmaia por ter jogado mais do que nunca e também é mostrado que a resistência de Monta está acabando. Sena diz que irá passar por Shin. Para passar por ele, Sena usa o Devilbat Hurricane seguido imediatamente pelo Devil Stun Gun. Acontece que não foi o suficiente e Sena solta à bola. Como Sakuraba tenta pegar a bola, Monta vem depois dele e o empurra para fora dos limites do campo, mantendo a posse de bola do lado de Deimon. Monta usou o resto de sua energia e está prestes a cair, mas Monta é pego por seu herói, Honjo-san (jogador de beisebol aposentado). Com seu herói dizendo-lhe para não desistir até o fim, Monta novamente volta ao jogo. | |                               |                   |                                               |                         |                 |
| 143 | "Uma Obsessão" "Shūnen hitotsu (執念ひとつ)"                                                                          | Michita Shiraishi             | Ryuta Horai       | Minoru Morita                                 | 5 de março de 2008      | [ 157 ] [ 167 ] |
| Três jardas até a linha do gol e 1 minuto e 21 segundos restando. Sena corre para fazer o Devilbat Dive e Monta como quem vai para receber um passe, deixando a escolha para Hiruma. Nas duas primeiras tentativas Sena fica parado a um cm da linha do gol por Shin. Último down para Deimon e com a mesma jogada Sena no ar tenta fazer um passe para Monta, mas Shin acerta Sena e a bola cai de suas mãos. Sakuraba tem a vantagem pela sua altura, mas Monta faz uma recepção com uma mão. Placar está 20 a 22 a favor de Deimon e resta menos de um minuto. Ishimaru se lesiona e Hiruma não sabe que usar para substituí-lo, até que ele ve o olhar de esgotado de Yukimitsu. Com apenas dez segundos restando Shin corre em sua máxima velocidade. Dois dos irmãos Ha-Ha com a ajuda de Yukimitsu finalmente derrubam-no, mas não está claro se é um touchdown ou não. | |                               |                   |                                               |                         |                 |
| 144 | "O Último Momento" "Saigo no setsuna (最後の刹那)"                                                                    | Naoki Hishikawa               | Nobuaki Kishima   | Ryotaro Akao                                  | 12 de março de 2008     | [ 157 ] [ 168 ] |
| Shin com sucesso fez o touchdown para White Knights, tornando o placar 27 a 22 para os White Knights. Quando tudo está perdido, é revelado que Yukimitsu ganhou um segundo para a última tentativa de ataque dos Devil Bats empurrando Shin para a end zone. Agora eles vão para o ataque Hiruma, Monta, Taki e Sena se agrupam e combinam que um ficará com a bola e os outros serão apenas chamarizes. Sena é quem fica com a bola e corre para marcar o touchdown e diante dele há somente Shin. | |                               |                   |                                               |                         |                 |
| 145 | "Pessoal, Vamos Jogar Futebol Americano!" "Min'na amefuto yarou ze! (みんなアメフトやろうぜ!)"                        | Shin Katagai Takeshi Ushigusa | Nobuaki Kishima   | Nobuyuki Tokinaga                             | 19 de março de 2008     | [ 157 ] [ 169 ] |
| A jogada final se resume em Sena contra Shin. Shin com seu poder e velocidade parou Sena muitas vezes antes. Sena consegue passar pelo Shin, mas ele o alcança e consegue bater nele com dois dedos e derrubá-lo. Sena consegue por uma mão no chão para saltar de volta, e parte com o Devilbat Ghost a 4,2 segundos, mas ele pula e faz um Devilbat Dive, Shin usa o Trident Tackle para parar Sena que usa toda sua velocidade a 4, 1 segundos marcando o touchdown da vitória. Anos depois, Sena está participando de um jogo da liga norte-americana e é apresentado como a estrela cadente japonesa. Ao marcar o touchdown nos primeiros segundos de jogo Sena avista Hiruma no time adversário. A série termina com Hiruma gritando "Pessoal! Vamos jogar Futebol Americano! Ya-Ha!". | |                               |                   |                                               |                         |                 |

## OVAs
| # | Títuloa | Diretor(es)    | Roteirista(s)    | Diretor(es) de animação | Estreia no Japão                                           | Refs.           |
| --- | --- | -------------- | ---------------- | ----------------------- | ---------------------------------------------------------- | --------------- |
| 1 | "Eyeshield 21: O Torneio Dourado Ilusório" "Aishīrudo Nijūichi Maboroshi no Gōruden Bouru (アイシールド21 幻のゴールデンボウル)" | Tamaki Nakatsu | Riichiro Inagaki | Miyako Yatsu            | Setembro de 2003 (Jump Festa Anime Tour) 2004 (Jump Festa) | [ 4 ] [ 170 ]   |
| O Uraharajuku Boarders pode ter sido eliminado do Torneio Kantou, mas uma proposta misteriosa de um homem misterioso pode influenciar o Governador, um graduado da Uraharajuku High School, quer permitir que Uraharajuku jogue contra o Deimon Devil Bats num torneio igualmente misterioso chamado Golden Bowl, cujo vencedor irá receber um lugar no Torneio de Kanto. | |                |                  |                         |                                                            |                 |
| 2 | "Eyeshield 21: O Caminho Para o Torneio de Natal 〜 Treinamento Intensivo na Ilha do Sul! YA-HA-!!〜" "Aishīrudo Nijūichi Kurisumasu Bouru e no Michi 〜 Minami no Shima de Tokkun da! YA-HA-!!〜 (アイシールド21 クリスマスボウルへの道 〜南の島で特訓だ! YA-HA-!!〜)" | Hayato Goda    | Daisuke Habara   | Kazunori Takahashi      | 2005 (Jump Festa)                                          | [ 171 ] [ 172 ] |
| Hiruma leva o time para Okinawa, onde eles disputam uma partida, depois Hiruma leva Sena, Kurita, Monta, Mamori, Yukimitsu e Komusubi para uma ilha dizendo que faria churrasco, mas abandona-os e diz para eles que sobrevivam e que isso é um teste para que possam chegar ao Torneio de Natal.                                                                         | |                |                  |                         |                                                            |                 |

## DVDs

### Região 2 (Japão)
A Bandai Visual lançou todos os episódios de Eyeshield 21 compilados em DVD com um total de 36 volumes entre 22 de julho de 2005 e 25 de junho de 2008.
| Volume    | Volume                  | Lançamento          | Discos      | Episódios | Ref.  |
| --------- | ----------------------- | ------------------- | ----------- | --------- | ----- |
|           | Volume 1                | 22 de julho de 2005 | 1           | 1-4       | [ 8 ] |
| Volume 2  | 26 de agosto de 2005    | 1                   | 5-8         | [ 173 ]   |       |
| Volume 3  | 23 de setembro de 2005  | 1                   | 9-12        | [ 174 ]   |       |
| Volume 4  | 28 de outubro de 2005   | 1                   | 13-16       | [ 175 ]   |       |
| Volume 5  | 25 de novembro de 2005  | 1                   | 17-20       | [ 176 ]   |       |
| Volume 6  | 23 de dezembro de 2005  | 1                   | 21-24 + OVA | [ 171 ]   |       |
| Volume 7  | 27 de janeiro de 2006   | 1                   | 25-28       | [ 177 ]   |       |
| Volume 8  | 24 de fevereiro de 2006 | 1                   | 29-32       | [ 178 ]   |       |
| Volume 9  | 24 de março de 2006     | 1                   | 33-36       | [ 179 ]   |       |
| Volume 10 | 26 de abril de 2006     | 1                   | 37-40       | [ 180 ]   |       |
| Volume 11 | 26 de maio de 2006      | 1                   | 41-44       | [ 181 ]   |       |
| Volume 12 | 23 de junho de 2006     | 1                   | 45-48       | [ 182 ]   |       |
| Volume 13 | 28 de julho de 2006     | 1                   | 49-52       | [ 183 ]   |       |
| Volume 14 | 25 de agosto de 2006    | 1                   | 53-56       | [ 184 ]   |       |
| Volume 15 | 22 de setembro de 2006  | 1                   | 57-60       | [ 185 ]   |       |
| Volume 16 | 27 de outubro de 2006   | 1                   | 61-64       | [ 186 ]   |       |
| Volume 17 | 24 de novembro de 2006  | 1                   | 65-68       | [ 187 ]   |       |
| Volume 18 | 22 de dezembro de 2006  | 1                   | 69-72       | [ 188 ]   |       |
| Volume 19 | 26 de janeiro de 2007   | 1                   | 73-76       | [ 189 ]   |       |
| Volume 20 | 23 de fevereiro de 2007 | 1                   | 77-80       | [ 190 ]   |       |
| Volume 21 | 23 de março de 2007     | 1                   | 81-84       | [ 191 ]   |       |
| Volume 22 | 25 de abril de 2007     | 1                   | 85-88       | [ 192 ]   |       |
| Volume 23 | 25 de maio de 2007      | 1                   | 89-92       | [ 193 ]   |       |
| Volume 24 | 22 de junho de 2007     | 1                   | 93-96       | [ 194 ]   |       |
| Volume 25 | 27 de julho de 2007     | 1                   | 97-100      | [ 195 ]   |       |
| Volume 26 | 24 de agosto de 2007    | 1                   | 101-104     | [ 196 ]   |       |
| Volume 27 | 25 de setembro de 2007  | 1                   | 105-108     | [ 197 ]   |       |
| Volume 28 | 26 de outubro de 2007   | 1                   | 109-112     | [ 198 ]   |       |
| Volume 29 | 23 de novembro de 2007  | 1                   | 113-116     | [ 199 ]   |       |
| Volume 30 | 21 de dezembro de 2007  | 1                   | 117-120     | [ 200 ]   |       |
| Volume 31 | 25 de janeiro de 2008   | 1                   | 121-124     | [ 201 ]   |       |
| Volume 32 | 22 de fevereiro de 2008 | 1                   | 125-128     | [ 202 ]   |       |
| Volume 33 | 25 de março de 2008     | 1                   | 129-132     | [ 203 ]   |       |
| Volume 34 | 25 de abril de 2008     | 1                   | 133-136     | [ 204 ]   |       |
| Volume 35 | 23 de maio de 2008      | 1                   | 137-140     | [ 205 ]   |       |
| Volume 36 | 25 de junho de 2008     | 1                   | 140-145     | [ 9 ]     |       |